# Pandemia di COVID-19 in Thailandia
Il primo caso della pandemia di COVID-19 in Thailandia venne confermato il 13 gennaio 2020, divenendo così la prima nazione a confermare un caso di positività al di fuori della Cina. Al 1º gennaio 2023, sono stati confermati in totale 4 721 808 contagiati da inizio pandemia, dei quali 33 594 deceduti e 4 649 509 guariti.
Nel gennaio 2020, i controlli tra i viaggiatori in arrivo in Thailandia rilevarono un esiguo numero di casi, la maggior parte dei quali riguardavano viaggiatori che avevano fatto ritorno dalla Cina. Il primo caso di trasmissione locale venne confermato il 31 gennaio 2020. Il numero di positivi non incrementò di molto nemmeno durante il mese di febbraio, con soli quaranta confermati alla fine del mese. Nel periodo successivo vi fu lo scoppio di alcuni focolai, il più grande dei quali fu quello identificato durante gli incontri di muay thai allo stadio Lumpinee di Bangkok il 6 marzo, il numero dei casi crebbe più velocemente durante il mese di marzo al ritmo di circa 100 casi al giorno e, di conseguenza, luoghi pubblici e negozi furono chiusi a Bangkok e in altre province thailandesi. Il primo ministro Prayut Chan-o-cha dichiarò lo stato di emergenza, in vigore dal 26 marzo, così come un coprifuoco a partire dal 3 aprile. Tutti i voli commerciali internazionali furono sospesi e vennero attuate misure per il lockdown in vari gradi in tutto il Paese. Il numero dei casi giornalieri diminuì gradualmente durante il mese di aprile e a metà maggio il tasso di contagio locale era prossimo allo zero, il che portò ad un graduale allentamento delle misure restrittive.
Dopo 6 mesi nei quali i contagi furono pochi, la situazione si fece improvvisamente preoccupante verso fine dicembre quando furono scoperti diversi nuovi focolai tra cui il più serio fu quello del mercato del pesce di Samut Sakhon, dove furono contagiati soprattutto gli immigrati birmani che lavoravano al mercato. L'aumento dei casi fu rapido, si passò dal totale di 4 331 contagiati del 19 dicembre ai 10 547 dell'11 gennaio 2021. La situazione si normalizzò a inizio febbraio, nel periodo successivo il numero giornaliero dei nuovi contagi superò solo una volta le 250 unità e verso fine mese fu dato il via alla campagna di vaccinazione. A inizio aprile ebbe inizio una nuova e lunga ondata di COVID-19, con nuovi record giornalieri di nuovi casi; la più colpita fu Bangkok, ma in quasi tutte le province si registrò un aumento dei contagi e il governo prese nuove misure restrittive. Secondo i dati diffusi dal governo, tra l'11 aprile e il 20 dicembre 2021 vi furono 2 161 428 nuovi contagi e 21 311 morti per COVID-19, contro i 28 863 casi e 94 morti da inizio pandemia a fine marzo 2021. A partire da settembre vi era stato un lento ma costante miglioramento della situazione.
All'inizio del dicembre 2021, la situazione fu la migliore degli ultimi mesi ma una nuova ondata ebbe inizio ai primi di gennaio 2022, poco dopo che era stato scoperto il primo caso di variante Omicron in Thailandia. Nel corso di questa nuova ondata vi fu un tasso di infezioni più alto che nell'ondata precedente, mentre il tasso di mortalità fu più che dimezzato. Raggiunse il picco ai primi di aprile e la situazione tornò in un paio di mesi ai livelli del dicembre 2021, nel giro di 5 mesi si registrarono più di 2,2 milioni di casi e più di 9 000 decessi.
Le risposte del governo thailandese nei confronti dell'epidemia si basarono inizialmente solo sulla sorveglianza e sul tracciamento dei contatti che avevano avuto i positivi confermati, in conformità con il modello a tre fasi proposto dal Ministero della Sanità pubblica thailandese. Agli aeroporti internazionali, così come agli ospedali dove vi erano pazienti con anamnesi di viaggio o di contatti con positivi, iniziarono ad essere eseguiti controlli della temperatura e screening dei sintomi. Vennero fatte anche delle indagini relative allo scoppio dei focolai. Il governo ha cercato di educare la popolazione sull'auto-monitoraggio, l'importanza dell'igiene e, in particolare, della pulizia delle mani e dell'importanza di evitare assembramenti in pubblico (o di indossare una mascherina ove gli assembramenti fossero inevitabili). Mentre i residenti di ritorno da zone ad alto rischio vennero esortati a porsi in quarantena fiduciaria, le restrizioni di viaggio non vennero annunciate fino al 5 marzo 2020, quando quattro Paesi vennero considerati "zone infette" e i viaggiatori posti obbligatoriamente in quarantena, mentre coloro che ritornavano da altre zone ad alto rischio vennero posti sotto osservazione. Ulteriori misure, quali certificazione medica attestante un normale stato di salute e assicurazione sanitaria obbligatoria per gli stranieri in arrivo negli aeroporti internazionali, vennero annunciate il 19 marzo 2020. Nell'aprile 2020 furono soppressi tutti i voli di linea da e verso l'estero.
Il governo fu fortemente criticato per le misure iniziali attuate in risposta alla crisi sanitaria. All'inizio del febbraio 2020, in risposta alle preoccupazioni riguardanti l'acquisto smisurato e l'aumento smodato dei prezzi delle mascherine, il governo dispose il controllo sui prezzi e sulla distribuzione delle stesse. Nonostante ciò, il controllo non fu efficace e vi furono forti carenze di mascherine soprattutto negli ospedali. Le critiche furono mosse anche contro le restrizioni dei viaggi internazionali e le misure di quarantena, attuate in maniera tardiva e non annunciate a sufficienza. Non mancarono casi in cui annunci da parte del governo furono immediatamente contraddetti da altre unità governative oppure totalmente cambiati. La repentina chiusura delle attività a Bangkok portò decine di migliaia di lavoratori a fare ritorno nelle loro città natale, aumentando il rischio di diffusione del virus e mettendo in evidenza l'inefficacia delle misure attuate dal governo. Molte problematiche furono parzialmente risolte con il "Centre for COVID-19 Situation Administration (CCSA)", istituito per fronteggiare la crisi durante lo stato di emergenza, il cui portavoce Taweesin Visanuyothin fu incaricato di gestire e diffondere le comunicazioni ufficiali. Ulteriori aspre critiche e manifestazioni di protesta furono rivolte contro il governo per la fallimentare campagna di vaccinazione, cominciata poco prima della grande ondata di infezioni che colpì il paese nell'aprile 2021, le quantità di vaccini furono largamente insufficienti e anche le misure alternative adottate ebbero scarso successo.
La pandemia ha pesantemente colpito l'economia thailandese, composta principalmente da un settore turistico particolarmente forte. Il Fondo Monetario Internazionale prevede che il PIL thailandese si ridurrà del 6,7% durante il 2020, un decremento sostanziale rispetto alle previsioni iniziali che vedevano una riduzione del 2,5%. Il governo annunciò diverse misure di assistenza economica, tra le quali aiuti monetari promessi nel periodo iniziale della pandemia per coloro colpiti direttamente dalla COVID-19 e incentivi pari a 1,9 trilioni di baht (circa 60 miliardi di dollari statunitensi), sebbene poche siano state le persone che abbiano realmente giovato di questi sussidi.
Il 5 maggio 2023, l'Organizzazione mondiale della sanità dichiara ufficialmente la fine della pandemia.

## Antefatti
Il 12 gennaio 2020, l'Organizzazione mondiale della sanità (OMS) confermò che un nuovo coronavirus era la causa dell'infezione polmonare che aveva colpito diversi abitanti della città di Wuhan, nella provincia cinese dell'Hubei, il cui caso era stato portato all'attenzione dell'OMS il 31 dicembre 2019.
Sebbene nel tempo il tasso di mortalità della COVID-19 si sia rivelato decisamente più basso di quello dell'epidemia di SARS che aveva imperversato nel 2003, la trasmissione del virus SARS-CoV-2, alla base della COVID-19, è risultata essere molto più ampia di quella del precedente virus del 2003, e ha portato a un numero totale di morti molto più elevato.

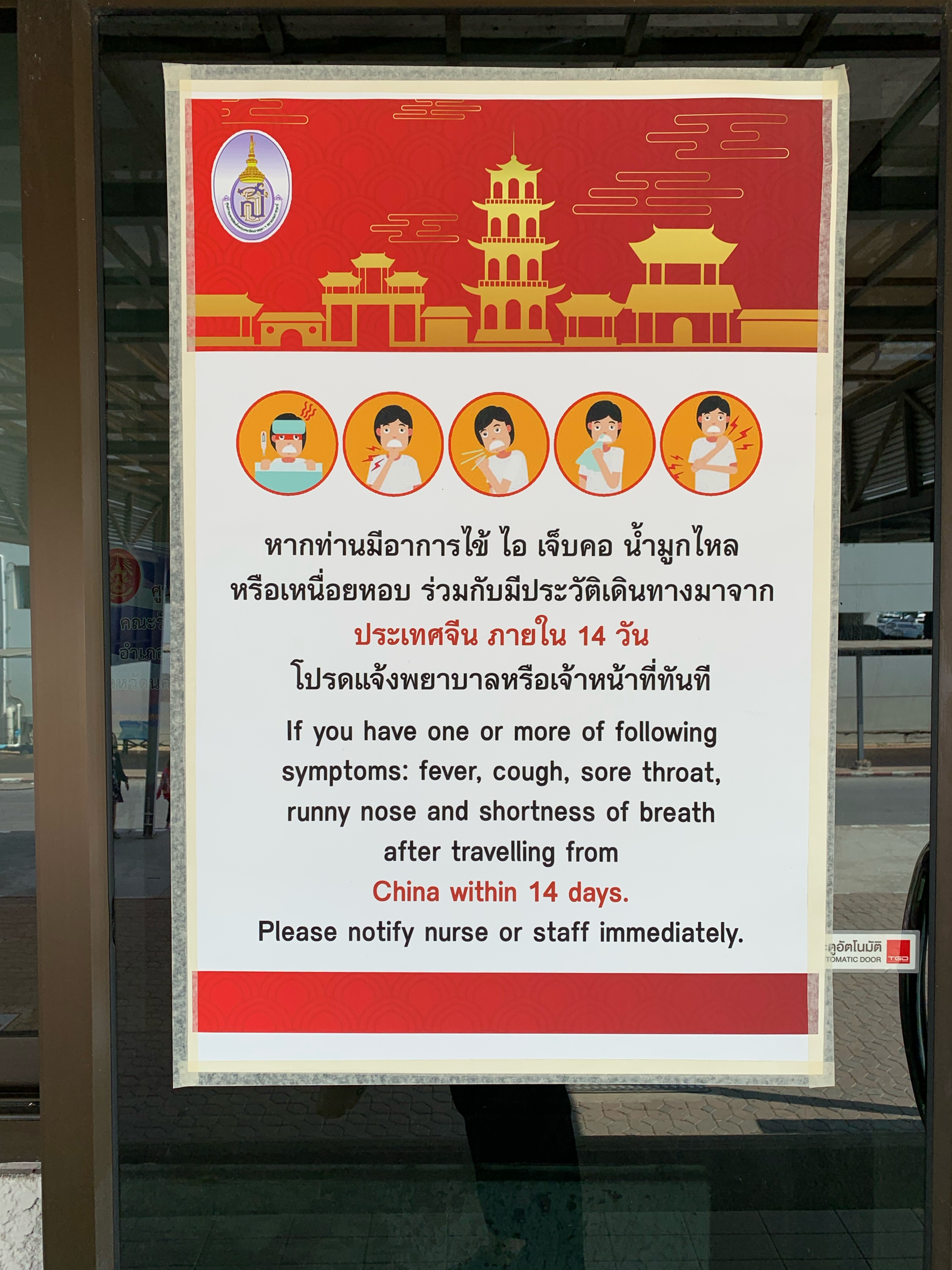
Uno dei primi annunci sul nuovo coronavirus, riferito esclusivamente a coloro "che avessero fatto ritorno dalla Cina".

## Cronologia

### Inizio del contagio
Il 13 gennaio il Ministro della sanità pubblica thailandese annunciò il primo caso confermato di positività, una donna cinese di 61 anni residente a Wuhan. Non aveva visitato il mercato umido di Huanan ma altri mercati. Il 5 gennaio mostrò i primi sitnomi, sviluppando febbre, mal di gola, brividi e mal di testa ma, nonostante ciò, prese un volo diretto da Wuhan all'aeroporto Internazionale di Bangkok-Suvarnabhumi di Bangkok l'8 gennaio, dove le è stata rilevata una temperature elevata e quindi ospedalizzata. Quattro giorni dopo venne confermata positiva. Il secondo caso fu confermato il 17 gennaio, quando una donna di 74 anni arrivata da Wuhan risultò positiva.
Tra il 22 e il 28 gennaio furono rilevati 18 nuovi casi relativi a 16 cittadini cinesi e uno thailandese arrivati in quei giorni in Thailandia dalla Cina, e una donna di Nakhon Pathom; e il 28 gennaio il governo thailandese annunciò l'introduzione di controlli per tutti i viaggiatori cinesi in arrivo nel Paese. Il 31 gennaio, a seguito della conferma di altri cinque casi, fu raggiunto il totale di 19 positivi. Quattro erano cinesi e il quinto era un tassista locale senza esperienze pregresse di viaggio in Cina, fu avanzata l'ipotesi che fosse stato contagiato da un turista cinese da lui trasportato; fu il primo caso di trasmissione da persona a persona avvenuto in Thailandia. Si venne a conoscenza che il tassista era entrato in contatto con 13 persone, la maggior parte membri della famiglia, prima di richiedere le cure.

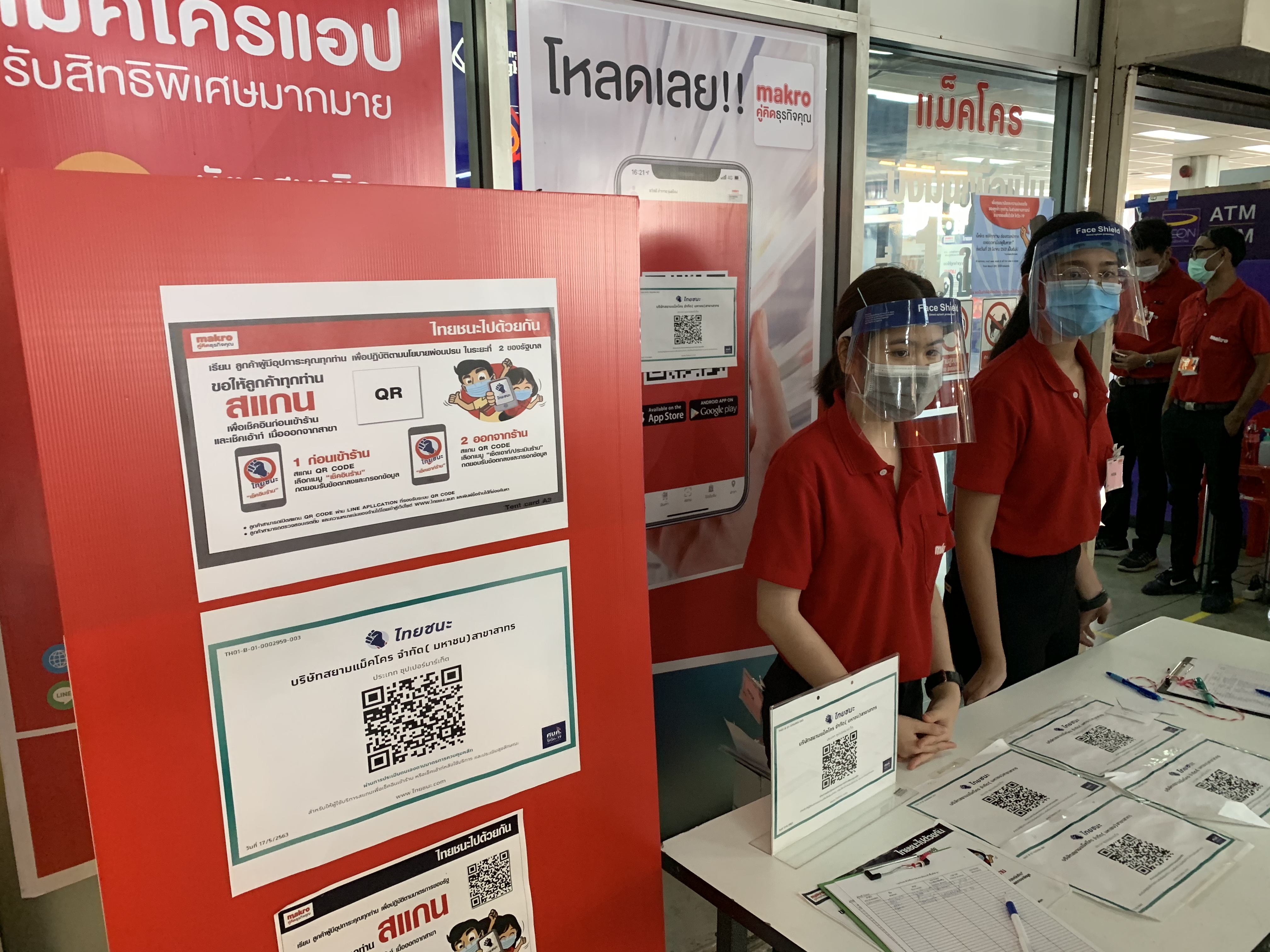
Misura preventiva introdotta a maggio: scansione del codice QR prima di entrare in un locale commerciale per agevolare il tracciamento dei clienti.

### Contagi di marzo e momentanea remissione del virus
In febbraio il numero di contagiati rimase basso e a fine mese si raggiunse il totale di 40 casi da inizio pandemia. Il 1º marzo vi fu il primo deceduto in Thailandia per il virus e nei giorni successivi vi furono nuovi casi, in particolare il 21 marzo quando furono rilevati 89 nuovi casi, il numero più alto mai riportato prima. Fu il risultato di nuovi focolai il maggiore dei quali scoppiò il 6 marzo durante gli incontri di muay thai allo stadio Lumpinee di Bangkok. La settimana successiva vi furono 100 nuovi casi ogni giorno e le autorità ordinarono la chiusura dei luoghi di ritrovo e dei negozi a Bangkok e in diverse altre province. La chiusura delle attività commerciali portò decine di migliaia di lavoratori a tornare nelle città natale. Il 26 marzo entrò in vigore lo stato di emergenza imposto dal primo ministro Prayut Chan-o-cha, e il 3 aprile ebbe inizio il coprifuoco. Tutti i voli commerciali internazionali furono sospesi e vennero attuate misure per il lockdown in vari gradi in tutto il Paese. Nel periodo tra 13 marzo e il 10 aprile si era passati da un totale di 75 contagiati a 2473.
Il numero dei casi giornalieri diminuì gradualmente durante il mese di aprile e a metà maggio il tasso di contagio locale era prossimo allo zero, il che portò ad un graduale allentamento delle misure restrittive. Nei mesi successivi vi fu un'ulteriore riduzione dei casi di contagio, e in particolare tra il 1º maggio e il 1º dicembre vi furono 1 048 nuovi casi, e il coprifuoco fu rimosso in luglio. Le autorità comunque il 21 agosto prolungarono il decreto di emergenza per fronteggiare la pandemia fino al 30 settembre. Era il periodo in cui si tennero le grandi proteste in Thailandia del 2020; i dimostranti e gruppi per i diritti civili sostennero che il prolungamento fu un tentativo di sopprimere le proteste. In ottobre fu consentito l'ingresso in Thailandia ai turisti stranieri per la prima volta dopo 7 mesi dopo che il governo aveva stabilito un programma speciale per la concessione del visto d'ingresso per il turismo. Quel mese arrivarono 1 201 turisti contro i 3,07 milioni dell'ottobre precedente. In novembre fu prolungato per l'ottava volta il decreto di emergenza, questa volta fino al 15 gennaio 2021. Verso fine novembre vi furono almeno 10 casi di contagio rilevati tra alcune donne che avevano attraversato illegalmente la frontiera con la Birmania da Tachileik al distretto di Mae Sai, nell'estremo nord della Thailandia. Alcune di queste donne erano state in luoghi thailandesi dove era radunata molta gente e le autorità imposero la quarantena a chi era venuto in contatto con loro.

### Focolai del dicembre 2020

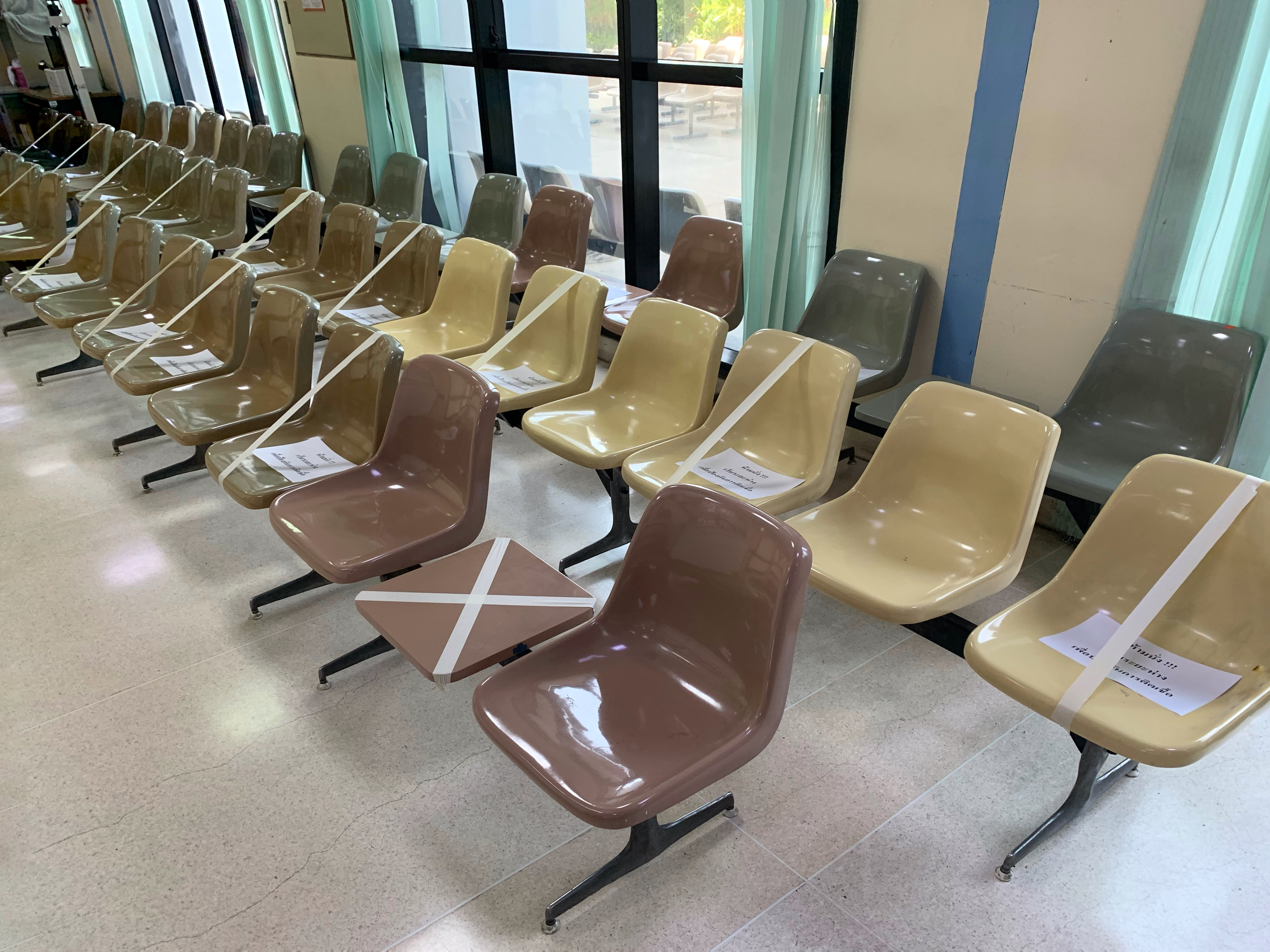
Distanziamento sociale attuato all'ospedale Chulalongkorn Memorial di Bangkok

A metà dicembre fu rilevato un preoccupante focolaio a Samut Sakhon, vicino alla periferia sud-ovest di Bangkok, che nel giro di pochi giorni fece aumentare del 20% il numero totale di contagi nel Paese. La maggior parte dei casi riguardava immigrati birmani che lavoravano nella locale industria ittica. Fino al 24 dicembre furono più di 1 300 i contagiati rilevati in quei giorni in un mercato del pesce cittadino, e altri casi erano stati rilevati in 27 province. Prima che venisse scoperto questo focolaio, vi erano stati in Thailandia 4 300 contagiati e 60 morti. I 576 casi rilevati il 20 dicembre aumentarono del 13% il numero totale dei contagiati da inizio epidemia, fu il numero giornaliero di contagi più alto tra quelli registrati fino ad allora. Un nuovo focolaio fu scoperto a Rayong verso fine mese e il 28 dicembre vi fu il primo morto di COVID-19 degli ultimi due mesi. I giorni successivi vi furono casi anche a Bangkok e l'amministrazione metropolitana fece chiudere le scuole dal 4 al 17 gennaio. Pochi giorni dopo, il Ministero dell'Istruzione annunciò la chiusura delle scuole per tutto gennaio. Si passò dal totale da inizio pandemia di 4 331 contagiati del 19 dicembre ai 13 687 del 25 gennaio, 9356 nuovi contagi in 37 giorni, circa 253 nuovi contagi al giorno. Il 26 del mese si registrò un'impennata con 959 nuovi casi, il precedente massimo giornaliero era stato di 745 il 4 gennaio.
Il numero giornaliero di nuovi casi ebbe un calo drastico tra il 4 febbraio, quando ne furono individuati 809, e l'8 febbraio, con 186 nuovi casi; nel periodo di crisi vi furono 23 morti tra il 28 dicembre e il 19 febbraio. Nelle settimane successive la situazione fu sostanzialmente stabile, con il numero di nuovi casi giornalieri oscillante tra i 35 del 3 marzo e i 248 del 17 marzo. Dopo questa diminuzione dei casi e con la campagna di vaccinazione iniziata verso fine febbraio, nel tentativo di rilanciare il turismo il governo dispose che a partire da aprile 2021 il periodo di quarantena per i visitatori vaccinati che arrivano nelle principali località turistiche fosse di una settimana contro le due settimane obbligatorie nel periodo precedente. Fu annunciato che per la sola Phuket sarebbe stato rimosso l'obbligo di quarantena a partire da luglio 2021 per i visitatori vaccinati. Per quanto riguarda la vaccinazione nel Paese, il governo si pose l'obiettivo di vaccinare il 50% della popolazione entro fine 2021.

### Ondata iniziata nell'aprile 2021
Nei primi giorni di aprile ebbe inizio una nuova ondata di contagi, tra il 2 e il 27 del mese si ebbero 30 740 nuovi casi, contro i 28 947 registrati in totale da inizio pandemia nel periodo precedente. L'11 aprile vi fu il nuovo record giornaliero di 967 nuovi contagiati e il giorno dopo ve ne furono 985. Nei primi giorni non vi fu un sostanziale aumento del numero dei decessi. Vi furono casi di contagio della variante B.1.1.7 di origine britannica. L'inizio di questa ondata si verificò pochi giorni prima del Songkran, la maggiore festa nazionale, famosa anche per le cosiddette "battaglie dell'acqua" con cui i thailandesi la celebrano, che per il secondo anno consecutivo sono state vietate dal governo per contenere la pandemia. L'area più colpita in quei giorni fu Bangkok, ma in quasi tutte le province si registrò un aumento dei contagi. I locali di intrattenimento più esclusivi della capitale furono i luoghi dove si diffuse maggiormente il virus all'inizio dell'ondata. Altre misure prese dalle autorità riguardarono la chiusura di locali notturni come i pub e i bar-karaoke nella capitale e nelle 40 province più colpite. Il 12 aprile, fonti governative comunicarono che dall'inizio della campagna di vaccinazione a inizio febbraio erano state somministrate circa 570 000 dosi di vaccino, coprendo meno dell'1% della popolazione.
Nelle settimane successive la situazione peggiorò, il 14 aprile fu sfondato il muro dei 1 000 nuovi contagi giornalieri, il 23 aprile quello dei 2 000 e il 24 vi furono 2 839 nuovi casi. Il 20 aprile si verificarono 4 decessi per COVID, come era successo in precedenza solo il 3 aprile 2020, il 22 vi fu il nuovo record negativo di 7 decessi giornalieri e il 27 aprile furono 15. Il governo dispose che per almeno due settimane, a partire dal 18 aprile, fossero chiuse le scuole, i bar, i saloni massaggi e non venissero venduti alcolici nei ristoranti. Furono inoltre proibite attività che coinvolgessero più di 50 persone. I posti letto nelle strutture ospedaliere divennero insufficienti e furono organizzati ospedali da campo nelle località più colpite, tra le quali Bangkok. Il 17 maggio furono registrati 9 635 contagi, ma fu un caso isolato, in un periodo in cui comunque si superarono spesso i 3 000 nuovi casi giornalieri arrivando a 5 485 il 31 maggio. Il 27 maggio vi furono 47 decessi per COVID-19, nuovo record giornaliero. La diffusione dei contagi continuò a peggiorare, in giugno fu diffusa la notizia secondo cui l'80% dei casi rilevati da aprile erano dovuti alla variante Alpha che aveva avuto origine nel Regno Unito. Si ebbe una nuova impennata a partire dal 16 giugno, quando furono individuati 2331 nuovi casi e nei giorni successivi l'aumento dei nuovi casi giornalieri fu pressoché costante. Si alzò anche la media dei decessi giornalieri, che il 10 luglio raggiunsero il nuovo record con 91 morti. Una buona parte di questi nuovi casi fu dovuta alla variante Delta di origine indiana, che nella settimana a cavallo tra giugno e luglio fu responsabile del 32% dei nuovi contagi nel Paese e che secondo gli esperti era in notevole aumento.
Nuove drastiche misure furono adottate in luglio dal governo per le 10 province più colpite, compresa Bangkok, tra le quali il coprifuoco notturno. A partire dal 17 luglio fu sistematicamente superata la soglia di 10 000 nuovi contagi giornalieri e quello stesso giorno vi furono 141 deceduti, per la prima volta più di 100. Il 4 agosto fu superata quella dei 20 000 nuovi malati e tre giorni dopo quella dei 200 morti giornalieri. Tra le nuove misure prese dal governo in quei giorni vi fu la soppressione della maggior parte dei voli di linea nazionali. L'apice dell'ondata iniziata in aprile si ebbe attorno alla metà di agosto, il giorno 13 vi furono 23 418 nuovi contagi e il 18 vi furono 312 morti. Nel periodo successivo la situazione migliorò in modo irregolare ma costante, il 28 settembre vi furono 9 489 nuovi casi, ed era la prima volta da luglio che scendevano sotto i 10 000, e in quei giorni i morti giornalieri erano poco più di 100. Tra il 1º aprile e il 30 settembre vi furono 1 574 612 nuovi contagi e 16 633 morti per COVID-19, contro i 28 863 casi e 94 morti nei 15 mesi precedenti. Il miglioramento della situazione registrato a settembre portò a un primo parziale allentamento delle misure restrittive a partire dal 1º ottobre 2021. Anche nel periodo successivo vi fu un lento ma costante miglioramento, il 7 dicembre 2021 furono registrati 3 525 nuovi casi e il giorno prima vi erano stati 22 decessi per COVID-19.

### Ondata iniziata nel gennaio 2022
Il 6 dicembre fu scoperto il primo caso di variante Omicron in Thailandia. La situazione era a quel momento la migliore degli ultimi mesi e il numero giornaliero dei nuovi contagiati continuò a scendere, il 20 dicembre si scese sotto la soglia dei 3 000 per la prima volta dall'11 giugno e il 28 dicembre si toccò il punto minimo di questo periodo con 2 305 nuovi infetti. Il 1º gennaio vi furono 10 morti per il COVID-19, il numero più basso dal 24 aprile 2021. Nei giorni successivi la curva dei contagi ricominciò a salire lentamente senza mai superare i 3 091 nuovi casi fino al 4 gennaio, il 6 gennaio vi furono 5 775 nuovi casi, il giorno 8 furono 8 263 e fino a fine mese la situazione rimase stabile attorno a questa cifra. A febbraio ebbe inizio la nuova impennata, il 24 marzo vi furono 23 557 nuovi casi, superando il record del 13 agosto 2021, e il 1º aprile vi fu il picco massimo con 28 379 nuovi contagi. Il numero dei decessi fu meno drammatico rispetto all'ondata precedente, il picco massimo fu il 1º aprile con 129 morti, contro i 312 del 18 agosto 2021. La diminuzione di queste cifre fu più rapida in confronto all'ondata del 2021, nel giro di due mesi dopo il picco massimo si tornò sotto ai 3 000 casi giornalieri e la situazione rimase abbastanza stabile a giugno e a luglio. Questa seconda ondata durò circa 5 mesi, vi furono più di 2 200 000 casi e più di 9 000 decessi, circa il 4,1 per mille rispetto ai casi registrati, mentre l'ondata del 2021 era durata circa sei mesi e mezzo e c'erano stati meno di 2,2 milioni di casi e più di 21 000 decessi, quasi il 10 per mille del numero degli infetti registrati.

### Ultimo periodo
La diminuzione delle infezioni e dei decessi proseguì fino al giugno 2022 e nel periodo successivo vi furono attorno ai 2 000 nuovi casi e 30 decessi giornalieri fino a settembre, quando si passò sotto ai 2 000 e verso fine mese sotto ai 1 000 casi e ai 10 morti al giorno. Vi fu un'ondata minore da fine ottobre a febbraio 2023, nella quale non si superarono gli 800 casi e i 20 decessi giornalieri. Secondo i dati forniti dalle autorità thailandesi, la situazione successivamente si normalizzò e il 5 maggio 2023 l'Organizzazione mondiale della sanità dichiarò ufficialmente la fine della pandemia. Fino a quella data si erano registrati nel Paese da inizio pandemia 4 732 301 casi di persone infette e 33 957 morti.

## Campagna di vaccinazione
Il governo promise all'inizio del 2021 che presto sarebbero stati disponibili i vaccini e che entro fine anno metà dei 69 milioni di thailandesi sarebbero stati vaccinati. Furono vaccinati per primi i lavoratori della sanità con una certa lentezza e le vaccinazioni di massa ebbero inizio solo ai primi di giugno, periodo nel quale erano stati in totale 2,7 milioni ad aver ricevuto la prima dose di vaccino. A metà luglio furono in 9,88 milioni ad aver ricevuto almeno una dose, per un totale di 13,23 milioni di dosi. L'azienda Siam BioScience di proprietà del re di Thailandia si era assicurata i diritti per la produzione del vaccino AstraZeneca con il proposito di fornire 10 milioni di vaccini ogni mese nel paese, oltre a produrne altri da vendere ai governi di altri otto paesi, ma a inizio luglio ammise di poterne produrre solo 5/6 milioni al mese e dovette ridurre le forniture all'estero. Vi fu inizialmente un massiccio utilizzo dei vaccini cinesi Sinovac e Sinopharm, ma in luglio fu scoperto che erano inadeguati per le varianti Alpha e Delta che stavano imperversando e il governo dispose la somministrazione supplementare di vaccini di altre aziende per coloro ai quali erano già stati iniettati i vaccini cinesi.
Gli insoddisfacenti risultati della prima parte della campagna di vaccinazione, la scarsa disponibilità di vaccini nonché lo scetticismo e le critiche della popolazione sui vaccini cinesi e, in parte, sugli AstraZeneca, portò il governo a pianificare a inizio agosto l'acquisto di vaccini a mRNA come i Moderna e i Pfizer. Nonostante i divieti agli assembramenti imposti dal governo, in quel periodo si registrarono agguerrite manifestazioni di protesta sulle piazze di Bangkok, nelle quali i dimostranti chiesero le dimissioni del governo e che i fondi destinati ai militari e alla monarchia fossero utilizzati per combattere la pandemia e comprare più vaccini; in alcuni casi casi vi furono scontri tra polizia e dimostranti. Sempre in quel periodo, si ridusse la percentuale dei thailandesi che desideravano essere vaccinati, anche per protestare contro l'inefficacia dei vaccini cinesi che erano quelli più frequentemente impiegati. Secondo il Center for COVID-19 Situation Administration (CCSA), la task force governativa per combattere la pandemia, a tutto il 27 settembre 2021 erano state somministrate nel Paese 50 milioni di dosi di vaccino, e il 25% dei 70 milioni di thailandesi era stato completamente vaccinato. Anche se questa percentuale era inferiore a quella inizialmente prevista, il miglioramento della situazione generale di quel periodo portò il governo ad annunciare un nuovo graduale allentamento delle restrizioni imposte. La situazione migliorò nei mesi successivi e a tutto l'11 dicembre erano state somministrate in totale 95 437 744 dosi di vaccino, con le quali si stimò che fosse stato vaccinato circa il 68,5% della popolazione.

## Andamento dei contagi
| Data | Data       |  | Numero di casi    | Numero di morti |
| --- | ---------- |  | ----------------- | --------------- |
| 13-01-2020 | 13-01-2020 |  | 1(+1)             | (N.D.)          |
| ⋮ | ⋮          |  | 1(=)              |                 |
| 17-01-2020 | 17-01-2020 |  | 2(+100%)          |                 |
| ⋮ | ⋮          |  | 2(=)              |                 |
| 22-01-2020 | 22-01-2020 |  | 4(+100%)          |                 |
| 23-01-2020 | 23-01-2020 |  | 4(=)              |                 |
| 24-01-2020 | 24-01-2020 |  | 5(+25%)           |                 |
| 25-01-2020 | 25-01-2020 |  | 6(+20%)           |                 |
| 26-01-2020 | 26-01-2020 |  | 8(+33%)           |                 |
| 27-01-2020 | 27-01-2020 |  | 8(=)              |                 |
| 28-01-2020 | 28-01-2020 |  | 14(+75%)          |                 |
| 29-01-2020 | 29-01-2020 |  | 14(=)             |                 |
| 30-01-2020 | 30-01-2020 |  | 14(=)             |                 |
| 31-01-2020 | 31-01-2020 |  | 19(+36%)          |                 |
| 01-02-2020 | 01-02-2020 |  | 19(=)             |                 |
| 02-02-2020 | 02-02-2020 |  | 19(=)             |                 |
| 03-02-2020 | 03-02-2020 |  | 19(=)             |                 |
| 04-02-2020 | 04-02-2020 |  | 19(=)             |                 |
| 05-02-2020 | 05-02-2020 |  | 25(+32%)          |                 |
| ⋮ | ⋮          |  | 25(=)             |                 |
| 09-02-2020 | 09-02-2020 |  | 32(+28%)          |                 |
| 10-02-2020 | 10-02-2020 |  | 32(=)             |                 |
| 11-02-2020 | 11-02-2020 |  | 33(+3,1%)         |                 |
| 12-02-2020 | 12-02-2020 |  | 33(=)             |                 |
| 13-02-2020 | 13-02-2020 |  | 33(=)             |                 |
| ⋮ | ⋮          |  | 33(=)             |                 |
| 16-02-2020 | 16-02-2020 |  | 34(+3%)           |                 |
| 17-02-2020 | 17-02-2020 |  | 35(+2,9%)         |                 |
| ⋮ | ⋮          |  | 35(=)             |                 |
| 20-02-2020 | 20-02-2020 |  | 35(=)             |                 |
| 21-02-2020 | 21-02-2020 |  | 35(=)             |                 |
| 22-02-2020 | 22-02-2020 |  | 35(=)             |                 |
| 23-02-2020 | 23-02-2020 |  | 35(=)             |                 |
| 24-02-2020 | 24-02-2020 |  | 35(=)             |                 |
| 25-02-2020 | 25-02-2020 |  | 37(+5,7%)         |                 |
| 26-02-2020 | 26-02-2020 |  | 40(+8,1%)         |                 |
| 27-02-2020 | 27-02-2020 |  | 40(=)             |                 |
| 28-02-2020 | 28-02-2020 |  | 40(=)             |                 |
| 29-02-2020 | 29-02-2020 |  | 40(=)             |                 |
| 01-03-2020 | 01-03-2020 |  | 42(+5%)           | 1(N.D.)         |
| 02-03-2020 | 02-03-2020 |  | 43(+2,4%)         | 1(=)            |
| ⋮ | ⋮          |  | 43(=)             | 1(=)            |
| 05-03-2020 | 05-03-2020 |  | 47(+9,3%)         | 1(=)            |
| 06-03-2020 | 06-03-2020 |  | 48(+2,1%)         | 1(=)            |
| 07-03-2020 | 07-03-2020 |  | 50(+4,2%)         | 1(=)            |
| 08-03-2020 | 08-03-2020 |  | 50(=)             | 1(=)            |
| 09-03-2020 | 09-03-2020 |  | 50(=)             | 1(=)            |
| 10-03-2020 | 10-03-2020 |  | 53(+6%)           | 1(=)            |
| 11-03-2020 | 11-03-2020 |  | 59(+11%)          | 1(=)            |
| 12-03-2020 | 12-03-2020 |  | 70(+19%)          | 1(=)            |
| 13-03-2020 | 13-03-2020 |  | 75(+7,1%)         | 1(=)            |
| 14-03-2020 | 14-03-2020 |  | 82(+9,3%)         | 1(=)            |
| 15-03-2020 | 15-03-2020 |  | 114(+39%)         | 1(=)            |
| 16-03-2020 | 16-03-2020 |  | 147(+29%)         | 1(=)            |
| 17-03-2020 | 17-03-2020 |  | 177(+20%)         | 1(=)            |
| 18-03-2020 | 18-03-2020 |  | 212(+20%)         | 1(=)            |
| 19-03-2020 | 19-03-2020 |  | 272(+28%)         | 1(=)            |
| 20-03-2020 | 20-03-2020 |  | 322(+18%)         | 1(=)            |
| 21-03-2020 | 21-03-2020 |  | 411(+28%)         | 1(=)            |
| 22-03-2020 | 22-03-2020 |  | 599(+46%)         | 1(=)            |
| 23-03-2020 | 23-03-2020 |  | 721(+20%)         | 1(=)            |
| 24-03-2020 | 24-03-2020 |  | 827(+15%)         | 4(+300%)        |
| 25-03-2020 | 25-03-2020 |  | 934(+13%)         | 4(=)            |
| 26-03-2020 | 26-03-2020 |  | 1 045(+12%)       | 4(=)            |
| 27-03-2020 | 27-03-2020 |  | 1 136(+8,7%)      | 5(+25%)         |
| 28-03-2020 | 28-03-2020 |  | 1 245(+9,6%)      | 6(+20%)         |
| 29-03-2020 | 29-03-2020 |  | 1 388(+11%)       | 7(+17%)         |
| 30-03-2020 | 30-03-2020 |  | 1 524(+9,8%)      | 9(+29%)         |
| 31-03-2020 | 31-03-2020 |  | 1 651(+8,3%)      | 10(+11%)        |
| 01-04-2020 | 01-04-2020 |  | 1 771(+7,3%)      | 12(+20%)        |
| 02-04-2020 | 02-04-2020 |  | 1 875(+5,9%)      | 15(+25%)        |
| 03-04-2020 | 03-04-2020 |  | 1 978(+5,5%)      | 19(+27%)        |
| 04-04-2020 | 04-04-2020 |  | 2 067(+4,5%)      | 20(+5,3%)       |
| 05-04-2020 | 05-04-2020 |  | 2 169(+4,9%)      | 23(+15%)        |
| 06-04-2020 | 06-04-2020 |  | 2 220(+2,4%)      | 26(+13%)        |
| 07-04-2020 | 07-04-2020 |  | 2 258(+1,7%)      | 27(+3,8%)       |
| 08-04-2020 | 08-04-2020 |  | 2 369(+4,9%)      | 30(+11%)        |
| 09-04-2020 | 09-04-2020 |  | 2 423(+2,3%)      | 32(+6,7%)       |
| 10-04-2020 | 10-04-2020 |  | 2 473(+2,1%)      | 33(+3,1%)       |
| 11-04-2020 | 11-04-2020 |  | 2 518(+1,8%)      | 35(+6,1%)       |
| 12-04-2020 | 12-04-2020 |  | 2 551(+1,3%)      | 38(+8,6%)       |
| 13-04-2020 | 13-04-2020 |  | 2 579(+1,1%)      | 40(+5,3%)       |
| 14-04-2020 | 14-04-2020 |  | 2 613(+1,3%)      | 41(+2,5%)       |
| 15-04-2020 | 15-04-2020 |  | 2 643(+1,1%)      | 43(+4,9%)       |
| 16-04-2020 | 16-04-2020 |  | 2 672(+1,1%)      | 46(+7%)         |
| 17-04-2020 | 17-04-2020 |  | 2 700(+1%)        | 47(+2,2%)       |
| 18-04-2020 | 18-04-2020 |  | 2 733(+1,2%)      | 47(=)           |
| 19-04-2020 | 19-04-2020 |  | 2 765(+1,2%)      | 47(=)           |
| 20-04-2020 | 20-04-2020 |  | 2 792(+0,98%)     | 47(=)           |
| 21-04-2020 | 21-04-2020 |  | 2 811(+0,68%)     | 48(+2,1%)       |
| 22-04-2020 | 22-04-2020 |  | 2 826(+0,53%)     | 49(+2,1%)       |
| 23-04-2020 | 23-04-2020 |  | 2 839(+0,46%)     | 50(+2%)         |
| 24-04-2020 | 24-04-2020 |  | 2 854(+0,53%)     | 50(=)           |
| 25-04-2020 | 25-04-2020 |  | 2 907(+1,9%)      | 51(+2%)         |
| 26-04-2020 | 26-04-2020 |  | 2 922(+0,52%)     | 51(=)           |
| 27-04-2020 | 27-04-2020 |  | 2 931(+0,31%)     | 52(+2%)         |
| 28-04-2020 | 28-04-2020 |  | 2 938(+0,24%)     | 54(+3,8%)       |
| 29-04-2020 | 29-04-2020 |  | 2 947(+0,31%)     | 54(=)           |
| 30-04-2020 | 30-04-2020 |  | 2 954(+0,24%)     | 54(=)           |
| 01-05-2020 | 01-05-2020 |  | 2 960(+0,2%)      | 54(=)           |
| 02-05-2020 | 02-05-2020 |  | 2 966(+0,2%)      | 54(=)           |
| 03-05-2020 | 03-05-2020 |  | 2 969(+0,1%)      | 54(=)           |
| 04-05-2020 | 04-05-2020 |  | 2 987(+0,61%)     | 54(=)           |
| 05-05-2020 | 05-05-2020 |  | 2 988(+0,03%)     | 54(=)           |
| 06-05-2020 | 06-05-2020 |  | 2 989(+0,03%)     | 55(+1,9%)       |
| 07-05-2020 | 07-05-2020 |  | 2 992(+0,1%)      | 55(=)           |
| 08-05-2020 | 08-05-2020 |  | 3 000(+0,27%)     | 55(=)           |
| 09-05-2020 | 09-05-2020 |  | 3 004(+0,13%)     | 56(+1,8%)       |
| 10-05-2020 | 10-05-2020 |  | 3 009(+0,17%)     | 56(=)           |
| 11-05-2020 | 11-05-2020 |  | 3 015(+0,2%)      | 56(=)           |
| 12-05-2020 | 12-05-2020 |  | 3 017(+0,07%)     | 56(=)           |
| 13-05-2020 | 13-05-2020 |  | 3 017(=)          | 56(=)           |
| 14-05-2020 | 14-05-2020 |  | 3 018(+0,03%)     | 56(=)           |
| 15-05-2020 | 15-05-2020 |  | 3 025(+0,23%)     | 56(=)           |
| 16-05-2020 | 16-05-2020 |  | 3 025(=)          | 56(=)           |
| 17-05-2020 | 17-05-2020 |  | 3 028(+0,1%)      | 56(=)           |
| 18-05-2020 | 18-05-2020 |  | 3 031(+0,1%)      | 56(=)           |
| 19-05-2020 | 19-05-2020 |  | 3 033(+0,07%)     | 56(=)           |
| 20-05-2020 | 20-05-2020 |  | 3 034(+0,03%)     | 56(=)           |
| 21-05-2020 | 21-05-2020 |  | 3 037(+0,1%)      | 56(=)           |
| 22-05-2020 | 22-05-2020 |  | 3 037(=)          | 56(=)           |
| 23-05-2020 | 23-05-2020 |  | 3 040(+0,1%)      | 56(=)           |
| 24-05-2020 | 24-05-2020 |  | 3 040(=)          | 56(=)           |
| 25-05-2020 | 25-05-2020 |  | 3 042(+0,07%)     | 57(+1,8%)       |
| 26-05-2020 | 26-05-2020 |  | 3 045(+0,1%)      | 57(=)           |
| 27-05-2020 | 27-05-2020 |  | 3 054(+0,3%)      | 57(=)           |
| 28-05-2020 | 28-05-2020 |  | 3 065(+0,36%)     | 57(=)           |
| 29-05-2020 | 29-05-2020 |  | 3 076(+0,36%)     | 57(=)           |
| 30-05-2020 | 30-05-2020 |  | 3 077(+0,03%)     | 57(=)           |
| 31-05-2020 | 31-05-2020 |  | 3 081(+0,13%)     | 57(=)           |
| 01-06-2020 | 01-06-2020 |  | 3 082(+0,03%)     | 57(=)           |
| 02-06-2020 | 02-06-2020 |  | 3 083(+0,03%)     | 58(+1,8%)       |
| 03-06-2020 | 03-06-2020 |  | 3 084(+0,03%)     | 58(=)           |
| 04-06-2020 | 04-06-2020 |  | 3 101(+0,55%)     | 58(=)           |
| 05-06-2020 | 05-06-2020 |  | 3 102(+0,03%)     | 58(=)           |
| 06-06-2020 | 06-06-2020 |  | 3 104(+0,06%)     | 58(=)           |
| 07-06-2020 | 07-06-2020 |  | 3 112(+0,26%)     | 58(=)           |
| 08-06-2020 | 08-06-2020 |  | 3 119(+0,22%)     | 58(=)           |
| 09-06-2020 | 09-06-2020 |  | 3 121(+0,06%)     | 58(=)           |
| 10-06-2020 | 10-06-2020 |  | 3 125(+0,13%)     | 58(=)           |
| 11-06-2020 | 11-06-2020 |  | 3 125(=)          | 58(=)           |
| 12-06-2020 | 12-06-2020 |  | 3 129(+0,13%)     | 58(=)           |
| 13-06-2020 | 13-06-2020 |  | 3 134(+0,16%)     | 58(=)           |
| 14-06-2020 | 14-06-2020 |  | 3 135(+0,03%)     | 58(=)           |
| 15-06-2020 | 15-06-2020 |  | 3 135(=)          | 58(=)           |
| 16-06-2020 | 16-06-2020 |  | 3 135(=)          | 58(=)           |
| 17-06-2020 | 17-06-2020 |  | 3 135(=)          | 58(=)           |
| 18-06-2020 | 18-06-2020 |  | 3 141(+0,19%)     | 58(=)           |
| 19-06-2020 | 19-06-2020 |  | 3 146(+0,16%)     | 58(=)           |
| 20-06-2020 | 20-06-2020 |  | 3 147(+0,03%)     | 58(=)           |
| 21-06-2020 | 21-06-2020 |  | 3 148(+0,03%)     | 58(=)           |
| 22-06-2020 | 22-06-2020 |  | 3 151(+0,1%)      | 58(=)           |
| 23-06-2020 | 23-06-2020 |  | 3 156(+0,16%)     | 58(=)           |
| 24-06-2020 | 24-06-2020 |  | 3 157(+0,03%)     | 58(=)           |
| 25-06-2020 | 25-06-2020 |  | 3 158(+0,03%)     | 58(=)           |
| 26-06-2020 | 26-06-2020 |  | 3 162(+0,13%)     | 58(=)           |
| 27-06-2020 | 27-06-2020 |  | 3 162(=)          | 58(=)           |
| 28-06-2020 | 28-06-2020 |  | 3 162(=)          | 58(=)           |
| 29-06-2020 | 29-06-2020 |  | 3 169(+0,22%)     | 58(=)           |
| 30-06-2020 | 30-06-2020 |  | 3 171(+0,06%)     | 58(=)           |
| 01-07-2020 | 01-07-2020 |  | 3 173(+0,06%)     | 58(=)           |
| 02-07-2020 | 02-07-2020 |  | 3 179(+0,19%)     | 58(=)           |
| 03-07-2020 | 03-07-2020 |  | 3 180(+0,03%)     | 58(=)           |
| 04-07-2020 | 04-07-2020 |  | 3 185(+0,16%)     | 58(=)           |
| 05-07-2020 | 05-07-2020 |  | 3 190(+0,16%)     | 58(=)           |
| 06-07-2020 | 06-07-2020 |  | 3 195(+0,16%)     | 58(=)           |
| 07-07-2020 | 07-07-2020 |  | 3 195(=)          | 58(=)           |
| 08-07-2020 | 08-07-2020 |  | 3 197(+0,06%)     | 58(=)           |
| 09-07-2020 | 09-07-2020 |  | 3 202(+0,16%)     | 58(=)           |
| 10-07-2020 | 10-07-2020 |  | 3 202(=)          | 58(=)           |
| 11-07-2020 | 11-07-2020 |  | 3 216(+0,44%)     | 58(=)           |
| 12-07-2020 | 12-07-2020 |  | 3 217(+0,03%)     | 58(=)           |
| 13-07-2020 | 13-07-2020 |  | 3 220(+0,09%)     | 58(=)           |
| 14-07-2020 | 14-07-2020 |  | 3 227(+0,22%)     | 58(=)           |
| 15-07-2020 | 15-07-2020 |  | 3 232(+0,15%)     | 58(=)           |
| 16-07-2020 | 16-07-2020 |  | 3 236(+0,12%)     | 58(=)           |
| 17-07-2020 | 17-07-2020 |  | 3 239(+0,09%)     | 58(=)           |
| 18-07-2020 | 18-07-2020 |  | 3 246(+0,22%)     | 58(=)           |
| 19-07-2020 | 19-07-2020 |  | 3 249(+0,09%)     | 58(=)           |
| 20-07-2020 | 20-07-2020 |  | 3 250(+0,03%)     | 58(=)           |
| 21-07-2020 | 21-07-2020 |  | 3 255(+0,15%)     | 58(=)           |
| 22-07-2020 | 22-07-2020 |  | 3 261(+0,18%)     | 58(=)           |
| 23-07-2020 | 23-07-2020 |  | 3 269(+0,25%)     | 58(=)           |
| 24-07-2020 | 24-07-2020 |  | 3 279(+0,31%)     | 58(=)           |
| 25-07-2020 | 25-07-2020 |  | 3 282(+0,09%)     | 58(=)           |
| 26-07-2020 | 26-07-2020 |  | 3 291(+0,27%)     | 58(=)           |
| 27-07-2020 | 27-07-2020 |  | 3 295(+0,12%)     | 58(=)           |
| 28-07-2020 | 28-07-2020 |  | 3 297(+0,06%)     | 58(=)           |
| 29-07-2020 | 29-07-2020 |  | 3 298(+0,03%)     | 58(=)           |
| 30-07-2020 | 30-07-2020 |  | 3 304(+0,18%)     | 58(=)           |
| 31-07-2020 | 31-07-2020 |  | 3 310(+0,18%)     | 58(=)           |
| 01-08-2020 | 01-08-2020 |  | 3 312(+0,06%)     | 58(=)           |
| 02-08-2020 | 02-08-2020 |  | 3 317(+0,15%)     | 58(=)           |
| 03-08-2020 | 03-08-2020 |  | 3 320(+0,09%)     | 58(=)           |
| 04-08-2020 | 04-08-2020 |  | 3 321(+0,03%)     | 58(=)           |
| 05-08-2020 | 05-08-2020 |  | 3 328(+0,21%)     | 58(=)           |
| 06-08-2020 | 06-08-2020 |  | 3 330(+0,06%)     | 58(=)           |
| 07-08-2020 | 07-08-2020 |  | 3 345(+0,45%)     | 58(=)           |
| 08-08-2020 | 08-08-2020 |  | 3 348(+0,09%)     | 58(=)           |
| 09-08-2020 | 09-08-2020 |  | 3 351(+0,09%)     | 58(=)           |
| 10-08-2020 | 10-08-2020 |  | 3 351(=)          | 58(=)           |
| 11-08-2020 | 11-08-2020 |  | 3 351(=)          | 58(=)           |
| 12-08-2020 | 12-08-2020 |  | 3 356(+0,15%)     | 58(=)           |
| 13-08-2020 | 13-08-2020 |  | 3 359(+0,09%)     | 58(=)           |
| 14-08-2020 | 14-08-2020 |  | 3 376(+0,51%)     | 58(=)           |
| 15-08-2020 | 15-08-2020 |  | 3 376(=)          | 58(=)           |
| 16-08-2020 | 16-08-2020 |  | 3 377(+0,03%)     | 58(=)           |
| 17-08-2020 | 17-08-2020 |  | 3 378(+0,03%)     | 58(=)           |
| 18-08-2020 | 18-08-2020 |  | 3 381(+0,09%)     | 58(=)           |
| 19-08-2020 | 19-08-2020 |  | 3 382(+0,03%)     | 58(=)           |
| 20-08-2020 | 20-08-2020 |  | 3 389(+0,21%)     | 58(=)           |
| 21-08-2020 | 21-08-2020 |  | 3 390(+0,03%)     | 58(=)           |
| 22-08-2020 | 22-08-2020 |  | 3 390(=)          | 58(=)           |
| 23-08-2020 | 23-08-2020 |  | 3 395(+0,15%)     | 58(=)           |
| 24-08-2020 | 24-08-2020 |  | 3 397(+0,06%)     | 58(=)           |
| 25-08-2020 | 25-08-2020 |  | 3 402(+0,15%)     | 58(=)           |
| 26-08-2020 | 26-08-2020 |  | 3 403(+0,03%)     | 58(=)           |
| 27-08-2020 | 27-08-2020 |  | 3 404(+0,03%)     | 58(=)           |
| 28-08-2020 | 28-08-2020 |  | 3 410(+0,18%)     | 58(=)           |
| 29-08-2020 | 29-08-2020 |  | 3 411(+0,03%)     | 58(=)           |
| 30-08-2020 | 30-08-2020 |  | 3 411(=)          | 58(=)           |
| 31-08-2020 | 31-08-2020 |  | 3 412(+0,03%)     | 58(=)           |
| 01-09-2020 | 01-09-2020 |  | 3 417(+0,15%)     | 58(=)           |
| 02-09-2020 | 02-09-2020 |  | 3 425(+0,23%)     | 58(=)           |
| 03-09-2020 | 03-09-2020 |  | 3 427(+0,06%)     | 58(=)           |
| 04-09-2020 | 04-09-2020 |  | 3 431(+0,12%)     | 58(=)           |
| 05-09-2020 | 05-09-2020 |  | 3 438(+0,2%)      | 58(=)           |
| 06-09-2020 | 06-09-2020 |  | 3 444(+0,17%)     | 58(=)           |
| 07-09-2020 | 07-09-2020 |  | 3 445(+0,03%)     | 58(=)           |
| 08-09-2020 | 08-09-2020 |  | 3 446(+0,03%)     | 58(=)           |
| 09-09-2020 | 09-09-2020 |  | 3 447(+0,03%)     | 58(=)           |
| 10-09-2020 | 10-09-2020 |  | 3 454(+0,2%)      | 58(=)           |
| 11-09-2020 | 11-09-2020 |  | 3 461(+0,2%)      | 58(=)           |
| 12-09-2020 | 12-09-2020 |  | 3 466(+0,14%)     | 58(=)           |
| 13-09-2020 | 13-09-2020 |  | 3 473(+0,2%)      | 58(=)           |
| 14-09-2020 | 14-09-2020 |  | 3 475(+0,06%)     | 58(=)           |
| 15-09-2020 | 15-09-2020 |  | 3 480(+0,14%)     | 58(=)           |
| 16-09-2020 | 16-09-2020 |  | 3 490(+0,29%)     | 58(=)           |
| 17-09-2020 | 17-09-2020 |  | 3 490(=)          | 58(=)           |
| 18-09-2020 | 18-09-2020 |  | 3 497(+0,2%)      | 58(=)           |
| 19-09-2020 | 19-09-2020 |  | 3 500(+0,09%)     | 59(+1,7%)       |
| 20-09-2020 | 20-09-2020 |  | 3 506(+0,17%)     | 59(=)           |
| 21-09-2020 | 21-09-2020 |  | 3 506(=)          | 59(=)           |
| 22-09-2020 | 22-09-2020 |  | 3 511(+0,14%)     | 59(=)           |
| 23-09-2020 | 23-09-2020 |  | 3 514(+0,09%)     | 59(=)           |
| 24-09-2020 | 24-09-2020 |  | 3 516(+0,06%)     | 59(=)           |
| 25-09-2020 | 25-09-2020 |  | 3 519(+0,09%)     | 59(=)           |
| 26-09-2020 | 26-09-2020 |  | 3 522(+0,09%)     | 59(=)           |
| 27-09-2020 | 27-09-2020 |  | 3 523(+0,03%)     | 59(=)           |
| 28-09-2020 | 28-09-2020 |  | 3 545(+0,62%)     | 59(=)           |
| 29-09-2020 | 29-09-2020 |  | 3 559(+0,39%)     | 59(=)           |
| 30-09-2020 | 30-09-2020 |  | 3 564(+0,14%)     | 59(=)           |
| 01-10-2020 | 01-10-2020 |  | 3 569(+0,14%)     | 59(=)           |
| 02-10-2020 | 02-10-2020 |  | 3 575(+0,17%)     | 59(=)           |
| 03-10-2020 | 03-10-2020 |  | 3 583(+0,22%)     | 59(=)           |
| 04-10-2020 | 04-10-2020 |  | 3 585(+0,06%)     | 59(=)           |
| 05-10-2020 | 05-10-2020 |  | 3 590(+0,14%)     | 59(=)           |
| 06-10-2020 | 06-10-2020 |  | 3 600(+0,28%)     | 59(=)           |
| 07-10-2020 | 07-10-2020 |  | 3 615(+0,42%)     | 59(=)           |
| 08-10-2020 | 08-10-2020 |  | 3 622(+0,19%)     | 59(=)           |
| 09-10-2020 | 09-10-2020 |  | 3 628(+0,17%)     | 59(=)           |
| 10-10-2020 | 10-10-2020 |  | 3 634(+0,17%)     | 59(=)           |
| 11-10-2020 | 11-10-2020 |  | 3 636(+0,06%)     | 59(=)           |
| 12-10-2020 | 12-10-2020 |  | 3 641(+0,14%)     | 59(=)           |
| 13-10-2020 | 13-10-2020 |  | 3 643(+0,05%)     | 59(=)           |
| 14-10-2020 | 14-10-2020 |  | 3 652(+0,25%)     | 59(=)           |
| 15-10-2020 | 15-10-2020 |  | 3 665(+0,36%)     | 59(=)           |
| 16-10-2020 | 16-10-2020 |  | 3 669(+0,11%)     | 59(=)           |
| 17-10-2020 | 17-10-2020 |  | 3 679(+0,27%)     | 59(=)           |
| 18-10-2020 | 18-10-2020 |  | 3 686(+0,19%)     | 59(=)           |
| 19-10-2020 | 19-10-2020 |  | 3 691(+0,14%)     | 59(=)           |
| 20-10-2020 | 20-10-2020 |  | 3 700(+0,24%)     | 59(=)           |
| 21-10-2020 | 21-10-2020 |  | 3 709(+0,24%)     | 59(=)           |
| 22-10-2020 | 22-10-2020 |  | 3 719(+0,27%)     | 59(=)           |
| 23-10-2020 | 23-10-2020 |  | 3 727(+0,22%)     | 59(=)           |
| 24-10-2020 | 24-10-2020 |  | 3 731(+0,11%)     | 59(=)           |
| 25-10-2020 | 25-10-2020 |  | 3 736(+0,13%)     | 59(=)           |
| 26-10-2020 | 26-10-2020 |  | 3 743(+0,19%)     | 59(=)           |
| 27-10-2020 | 27-10-2020 |  | 3 746(+0,08%)     | 59(=)           |
| 28-10-2020 | 28-10-2020 |  | 3 759(+0,35%)     | 59(=)           |
| 29-10-2020 | 29-10-2020 |  | 3 763(+0,11%)     | 59(=)           |
| 30-10-2020 | 30-10-2020 |  | 3 775(+0,32%)     | 59(=)           |
| 31-10-2020 | 31-10-2020 |  | 3 780(+0,13%)     | 59(=)           |
| 01-11-2020 | 01-11-2020 |  | 3 784(+0,11%)     | 59(=)           |
| 02-11-2020 | 02-11-2020 |  | 3 787(+0,08%)     | 59(=)           |
| 03-11-2020 | 03-11-2020 |  | 3 797(+0,26%)     | 59(=)           |
| 04-11-2020 | 04-11-2020 |  | 3 804(+0,18%)     | 59(=)           |
| 05-11-2020 | 05-11-2020 |  | 3 810(+0,16%)     | 59(=)           |
| 06-11-2020 | 06-11-2020 |  | 3 818(+0,21%)     | 60(+1,7%)       |
| 07-11-2020 | 07-11-2020 |  | 3 830(+0,31%)     | 60(=)           |
| 08-11-2020 | 08-11-2020 |  | 3 837(+0,18%)     | 60(=)           |
| 09-11-2020 | 09-11-2020 |  | 3 840(+0,08%)     | 60(=)           |
| 10-11-2020 | 10-11-2020 |  | 3 844(+0,1%)      | 60(=)           |
| 11-11-2020 | 11-11-2020 |  | 3 847(+0,08%)     | 60(=)           |
| 12-11-2020 | 12-11-2020 |  | 3 852(+0,13%)     | 60(=)           |
| 13-11-2020 | 13-11-2020 |  | 3 861(+0,23%)     | 60(=)           |
| 14-11-2020 | 14-11-2020 |  | 3 866(+0,13%)     | 60(=)           |
| 15-11-2020 | 15-11-2020 |  | 3 874(+0,21%)     | 60(=)           |
| 16-11-2020 | 16-11-2020 |  | 3 875(+0,03%)     | 60(=)           |
| 17-11-2020 | 17-11-2020 |  | 3 878(+0,08%)     | 60(=)           |
| 18-11-2020 | 18-11-2020 |  | 3 880(+0,05%)     | 60(=)           |
| 19-11-2020 | 19-11-2020 |  | 3 888(+0,21%)     | 60(=)           |
| 20-11-2020 | 20-11-2020 |  | 3 892(+0,1%)      | 60(=)           |
| 21-11-2020 | 21-11-2020 |  | 3 902(+0,26%)     | 60(=)           |
| 22-11-2020 | 22-11-2020 |  | 3 913(+0,28%)     | 60(=)           |
| 23-11-2020 | 23-11-2020 |  | 3 920(+0,18%)     | 60(=)           |
| 24-11-2020 | 24-11-2020 |  | 3 922(+0,05%)     | 60(=)           |
| 25-11-2020 | 25-11-2020 |  | 3 926(+0,1%)      | 60(=)           |
| 26-11-2020 | 26-11-2020 |  | 3 942(+0,41%)     | 60(=)           |
| 27-11-2020 | 27-11-2020 |  | 3 961(+0,48%)     | 60(=)           |
| 28-11-2020 | 28-11-2020 |  | 3 966(+0,13%)     | 60(=)           |
| 29-11-2020 | 29-11-2020 |  | 3 977(+0,28%)     | 60(=)           |
| 30-11-2020 | 30-11-2020 |  | 3 998(+0,53%)     | 60(=)           |
| 01-12-2020 | 01-12-2020 |  | 4 008(+0,25%)     | 60(=)           |
| 02-12-2020 | 02-12-2020 |  | 4 026(+0,45%)     | 60(=)           |
| 03-12-2020 | 03-12-2020 |  | 4 039(+0,32%)     | 60(=)           |
| 04-12-2020 | 04-12-2020 |  | 4 053(+0,35%)     | 60(=)           |
| 05-12-2020 | 05-12-2020 |  | 4 072(+0,47%)     | 60(=)           |
| 06-12-2020 | 06-12-2020 |  | 4 086(+0,34%)     | 60(=)           |
| 07-12-2020 | 07-12-2020 |  | 4 107(+0,51%)     | 60(=)           |
| 08-12-2020 | 08-12-2020 |  | 4 126(+0,46%)     | 60(=)           |
| 09-12-2020 | 09-12-2020 |  | 4 151(+0,61%)     | 60(=)           |
| 10-12-2020 | 10-12-2020 |  | 4 169(+0,43%)     | 60(=)           |
| 11-12-2020 | 11-12-2020 |  | 4 180(+0,26%)     | 60(=)           |
| 12-12-2020 | 12-12-2020 |  | 4 192(+0,29%)     | 60(=)           |
| 13-12-2020 | 13-12-2020 |  | 4 209(+0,41%)     | 60(=)           |
| 14-12-2020 | 14-12-2020 |  | 4 237(+0,67%)     | 60(=)           |
| 15-12-2020 | 15-12-2020 |  | 4 246(+0,21%)     | 60(=)           |
| 16-12-2020 | 16-12-2020 |  | 4 261(+0,35%)     | 60(=)           |
| 17-12-2020 | 17-12-2020 |  | 4 281(+0,47%)     | 60(=)           |
| 18-12-2020 | 18-12-2020 |  | 4 297(+0,37%)     | 60(=)           |
| 19-12-2020 | 19-12-2020 |  | 4 331(+0,79%)     | 60(=)           |
| 20-12-2020 | 20-12-2020 |  | 4 907(+13%)       | 60(=)           |
| 21-12-2020 | 21-12-2020 |  | 5 289(+7,8%)      | 60(=)           |
| 22-12-2020 | 22-12-2020 |  | 5 716(+8,1%)      | 60(=)           |
| 23-12-2020 | 23-12-2020 |  | 5 762(+0,8%)      | 60(=)           |
| 24-12-2020 | 24-12-2020 |  | 5 829(+1,2%)      | 60(=)           |
| 25-12-2020 | 25-12-2020 |  | 5 910(+1,4%)      | 60(=)           |
| 26-12-2020 | 26-12-2020 |  | 6 020(+1,9%)      | 60(=)           |
| 27-12-2020 | 27-12-2020 |  | 6 141(+2%)        | 60(=)           |
| 28-12-2020 | 28-12-2020 |  | 6 285(+2,3%)      | 60(=)           |
| 29-12-2020 | 29-12-2020 |  | 6 440(+2,5%)      | 61(+1,7%)       |
| 30-12-2020 | 30-12-2020 |  | 6 690(+3,9%)      | 61(=)           |
| 31-12-2020 | 31-12-2020 |  | 6 884(+2,9%)      | 61(=)           |
| 01-01-2021 | 01-01-2021 |  | 7 163(+4,1%)      | 63(+3,3%)       |
| 02-01-2021 | 02-01-2021 |  | 7 379(+3%)        | 64(+1,6%)       |
| 02-01-2021 | 02-01-2021 |  | 7 379(=)          | 64(=)           |
| 03-01-2021 | 03-01-2021 |  | 7 694(+4,3%)      | 64(=)           |
| 04-01-2021 | 04-01-2021 |  | 8 439(+9,7%)      | 65(+1,6%)       |
| 05-01-2021 | 05-01-2021 |  | 8 966(+6,2%)      | 65(=)           |
| 06-01-2021 | 06-01-2021 |  | 9 331(+4,1%)      | 66(+1,5%)       |
| 07-01-2021 | 07-01-2021 |  | 9 636(+3,3%)      | 67(+1,5%)       |
| 08-01-2021 | 08-01-2021 |  | 9 841(+2,1%)      | 67(=)           |
| 09-01-2021 | 09-01-2021 |  | 10 053(+2,2%)     | 67(=)           |
| 10-01-2021 | 10-01-2021 |  | 10 298(+2,4%)     | 67(=)           |
| 11-01-2021 | 11-01-2021 |  | 10 547(+2,4%)     | 67(=)           |
| 12-01-2021 | 12-01-2021 |  | 10 834(+2,7%)     | 67(=)           |
| 13-01-2021 | 13-01-2021 |  | 10 991(+1,4%)     | 67(=)           |
| 14-01-2021 | 14-01-2021 |  | 11 262(+2,5%)     | 69(+3%)         |
| 15-01-2021 | 15-01-2021 |  | 11 450(+1,7%)     | 69(=)           |
| 16-01-2021 | 16-01-2021 |  | 11 680(+2%)       | 70(+1,4%)       |
| 17-01-2021 | 17-01-2021 |  | 12 054(+3,2%)     | 70(=)           |
| 18-01-2021 | 18-01-2021 |  | 12 423(+3,1%)     | 70(=)           |
| 19-01-2021 | 19-01-2021 |  | 12 594(+1,4%)     | 70(=)           |
| 20-01-2021 | 20-01-2021 |  | 12 653(+0,47%)    | 71(+1,4%)       |
| 21-01-2021 | 21-01-2021 |  | 12 795(+1,1%)     | 71(=)           |
| 22-01-2021 | 22-01-2021 |  | 13 104(+2,4%)     | 71(=)           |
| 23-01-2021 | 23-01-2021 |  | 13 302(+1,5%)     | 72(+1,4%)       |
| 24-01-2021 | 24-01-2021 |  | 13 500(+1,5%)     | 73(+1,4%)       |
| 25-01-2021 | 25-01-2021 |  | 13 687(+1,4%)     | 75(+2,7%)       |
| 26-01-2021 | 26-01-2021 |  | 14 646(+7%)       | 75(=)           |
| 27-01-2021 | 27-01-2021 |  | 15 465(+5,6%)     | 76(+1,3%)       |
| 28-01-2021 | 28-01-2021 |  | 16 221(+4,9%)     | 76(=)           |
| 29-01-2021 | 29-01-2021 |  | 17 023(+4,9%)     | 76(=)           |
| 30-01-2021 | 30-01-2021 |  | 17 953(+5,5%)     | 77(+1,3%)       |
| 31-01-2021 | 31-01-2021 |  | 18 782(+4,6%)     | 77(=)           |
| 01-02-2021 | 01-02-2021 |  | 19 618(+4,5%)     | 77(=)           |
| 02-02-2021 | 02-02-2021 |  | 20 454(+4,3%)     | 79(+2,6%)       |
| 03-02-2021 | 03-02-2021 |  | 21 249(+3,9%)     | 79(=)           |
| 04-02-2021 | 04-02-2021 |  | 22 058(+3,8%)     | 79(=)           |
| 05-02-2021 | 05-02-2021 |  | 22 644(+2,7%)     | 79(=)           |
| 06-02-2021 | 06-02-2021 |  | 23 134(+2,2%)     | 79(=)           |
| 07-02-2021 | 07-02-2021 |  | 23 371(+1%)       | 79(=)           |
| 08-02-2021 | 08-02-2021 |  | 23 557(+0,8%)     | 79(=)           |
| 09-02-2021 | 09-02-2021 |  | 23 746(+0,8%)     | 79(=)           |
| 10-02-2021 | 10-02-2021 |  | 23 903(+0,66%)    | 80(+1,3%)       |
| 11-02-2021 | 11-02-2021 |  | 24 104(+0,84%)    | 80(=)           |
| 12-02-2021 | 12-02-2021 |  | 24 279(+0,73%)    | 80(=)           |
| 13-02-2021 | 13-02-2021 |  | 24 405(+0,52%)    | 80(=)           |
| 14-02-2021 | 14-02-2021 |  | 24 571(+0,68%)    | 80(=)           |
| 15-02-2021 | 15-02-2021 |  | 24 714(+0,58%)    | 82(+2,5%)       |
| 16-02-2021 | 16-02-2021 |  | 24 786(+0,29%)    | 82(=)           |
| 17-02-2021 | 17-02-2021 |  | 24 961(+0,71%)    | 82(=)           |
| 18-02-2021 | 18-02-2021 |  | 25 111(+0,6%)     | 82(=)           |
| 19-02-2021 | 19-02-2021 |  | 25 241(+0,52%)    | 83(+1,2%)       |
| 20-02-2021 | 20-02-2021 |  | 25 323(+0,32%)    | 83(=)           |
| 21-02-2021 | 21-02-2021 |  | 25 415(+0,36%)    | 83(=)           |
| 22-02-2021 | 22-02-2021 |  | 25 504(+0,35%)    | 83(=)           |
| 23-02-2021 | 23-02-2021 |  | 25 599(+0,37%)    | 83(=)           |
| 24-02-2021 | 24-02-2021 |  | 25 692(+0,36%)    | 83(=)           |
| 25-02-2021 | 25-02-2021 |  | 25 764(+0,28%)    | 83(=)           |
| 26-02-2021 | 26-02-2021 |  | 25 809(+0,17%)    | 83(=)           |
| 27-02-2021 | 27-02-2021 |  | 25 881(+0,28%)    | 83(=)           |
| 28-02-2021 | 28-02-2021 |  | 25 951(+0,27%)    | 83(=)           |
| 01-03-2021 | 01-03-2021 |  | 26 031(+0,31%)    | 83(=)           |
| 02-03-2021 | 02-03-2021 |  | 26 073(+0,16%)    | 84(+1,2%)       |
| 03-03-2021 | 03-03-2021 |  | 26 108(+0,13%)    | 84(=)           |
| 04-03-2021 | 04-03-2021 |  | 26 162(+0,21%)    | 85(+1,2%)       |
| 05-03-2021 | 05-03-2021 |  | 26 241(+0,3%)     | 85(=)           |
| 06-03-2021 | 06-03-2021 |  | 26 305(+0,24%)    | 85(=)           |
| 07-03-2021 | 07-03-2021 |  | 26 370(+0,25%)    | 85(=)           |
| 08-03-2021 | 08-03-2021 |  | 26 441(+0,27%)    | 85(=)           |
| 09-03-2021 | 09-03-2021 |  | 26 501(+0,23%)    | 85(=)           |
| 10-03-2021 | 10-03-2021 |  | 26 540(+0,15%)    | 85(=)           |
| 11-03-2021 | 11-03-2021 |  | 26 598(+0,22%)    | 85(=)           |
| 12-03-2021 | 12-03-2021 |  | 26 679(+0,3%)     | 85(=)           |
| 13-03-2021 | 13-03-2021 |  | 26 757(+0,29%)    | 86(+1,2%)       |
| 14-03-2021 | 14-03-2021 |  | 26 927(+0,64%)    | 86(=)           |
| 15-03-2021 | 15-03-2021 |  | 27 005(+0,29%)    | 87(+1,2%)       |
| 16-03-2021 | 16-03-2021 |  | 27 154(+0,55%)    | 87(=)           |
| 17-03-2021 | 17-03-2021 |  | 27 402(+0,91%)    | 88(+1,1%)       |
| 18-03-2021 | 18-03-2021 |  | 27 494(+0,34%)    | 89(+1,1%)       |
| 19-03-2021 | 19-03-2021 |  | 27 594(+0,36%)    | 90(+1,1%)       |
| 20-03-2021 | 20-03-2021 |  | 27 713(+0,43%)    | 90(=)           |
| 21-03-2021 | 21-03-2021 |  | 27 803(+0,32%)    | 90(=)           |
| 22-03-2021 | 22-03-2021 |  | 27 876(+0,26%)    | 91(+1,1%)       |
| 23-03-2021 | 23-03-2021 |  | 28 277(+1,4%)     | 92(+1,1%)       |
| 24-03-2021 | 24-03-2021 |  | 28 346(+0,24%)    | 92(=)           |
| 25-03-2021 | 25-03-2021 |  | 28 443(+0,34%)    | 92(=)           |
| 26-03-2021 | 26-03-2021 |  | 28 577(+0,47%)    | 92(=)           |
| 27-03-2021 | 27-03-2021 |  | 28 657(+0,28%)    | 93(+1,1%)       |
| 28-03-2021 | 28-03-2021 |  | 28 734(+0,27%)    | 94(+1,1%)       |
| 29-03-2021 | 29-03-2021 |  | 28 773(+0,14%)    | 94(=)           |
| 30-03-2021 | 30-03-2021 |  | 28 821(+0,17%)    | 94(=)           |
| 31-03-2021 | 31-03-2021 |  | 28 863(+0,15%)    | 94(=)           |
| 01-04-2021 | 01-04-2021 |  | 28 889(+0,09%)    | 94(=)           |
| 02-04-2021 | 02-04-2021 |  | 28 947(+0,2%)     | 94(=)           |
| 03-04-2021 | 03-04-2021 |  | 29 031(+0,29%)    | 95(+1,1%)       |
| 04-04-2021 | 04-04-2021 |  | 29 127(+0,33%)    | 95(=)           |
| 05-04-2021 | 05-04-2021 |  | 29 321(+0,67%)    | 95(=)           |
| 06-04-2021 | 06-04-2021 |  | 29 571(+0,85%)    | 95(=)           |
| 07-04-2021 | 07-04-2021 |  | 29 905(+1,1%)     | 95(=)           |
| 08-04-2021 | 08-04-2021 |  | 30 310(+1,4%)     | 95(=)           |
| 09-04-2021 | 09-04-2021 |  | 30 869(+1,8%)     | 96(+1,1%)       |
| 10-04-2021 | 10-04-2021 |  | 31 658(+2,6%)     | 97(+1%)         |
| 11-04-2021 | 11-04-2021 |  | 32 625(+3,1%)     | 97(=)           |
| 12-04-2021 | 12-04-2021 |  | 33 610(+3%)       | 97(=)           |
| 13-04-2021 | 13-04-2021 |  | 34 575(+2,9%)     | 97(=)           |
| 14-04-2021 | 14-04-2021 |  | 35 910(+3,9%)     | 97(=)           |
| 15-04-2021 | 15-04-2021 |  | 37 453(+4,3%)     | 97(=)           |
| 16-04-2021 | 16-04-2021 |  | 39 038(+4,2%)     | 97(=)           |
| 17-04-2021 | 17-04-2021 |  | 40 585(+4%)       | 99(+2,1%)       |
| 18-04-2021 | 18-04-2021 |  | 42 352(+4,4%)     | 101(+2%)        |
| 19-04-2021 | 19-04-2021 |  | 43 742(+3,3%)     | 104(+3%)        |
| 20-04-2021 | 20-04-2021 |  | 45 185(+3,3%)     | 108(+3,8%)      |
| 21-04-2021 | 21-04-2021 |  | 46 643(+3,2%)     | 110(+1,9%)      |
| 22-04-2021 | 22-04-2021 |  | 48 113(+3,2%)     | 117(+6,4%)      |
| 23-04-2021 | 23-04-2021 |  | 50 183(+4,3%)     | 121(+3,4%)      |
| 24-04-2021 | 24-04-2021 |  | 53 022(+5,7%)     | 129(+6,6%)      |
| 25-04-2021 | 25-04-2021 |  | 55 460(+4,6%)     | 140(+8,5%)      |
| 26-04-2021 | 26-04-2021 |  | 57 508(+3,7%)     | 148(+5,7%)      |
| 27-04-2021 | 27-04-2021 |  | 59 687(+3,8%)     | 163(+10%)       |
| 28-04-2021 | 28-04-2021 |  | 61 699(+3,4%)     | 178(+9,2%)      |
| 29-04-2021 | 29-04-2021 |  | 63 570(+3%)       | 188(+5,6%)      |
| 30-04-2021 | 30-04-2021 |  | 65 153(+2,5%)     | 203(+8%)        |
| 01-05-2021 | 01-05-2021 |  | 67 044(+2,9%)     | 224(+10%)       |
| 02-05-2021 | 02-05-2021 |  | 68 984(+2,9%)     | 245(+9,4%)      |
| 03-05-2021 | 03-05-2021 |  | 71 025(+3%)       | 276(+13%)       |
| 04-05-2021 | 04-05-2021 |  | 72 788(+2,5%)     | 303(+9,8%)      |
| 05-05-2021 | 05-05-2021 |  | 74 900(+2,9%)     | 318(+5%)        |
| 06-05-2021 | 06-05-2021 |  | 76 811(+2,6%)     | 336(+5,7%)      |
| 07-05-2021 | 07-05-2021 |  | 78 855(+2,7%)     | 363(+8%)        |
| 08-05-2021 | 08-05-2021 |  | 81 274(+3,1%)     | 382(+5,2%)      |
| 09-05-2021 | 09-05-2021 |  | 83 375(+2,6%)     | 399(+4,5%)      |
| 10-05-2021 | 10-05-2021 |  | 85 005(+2%)       | 421(+5,5%)      |
| 11-05-2021 | 11-05-2021 |  | 86 924(+2,3%)     | 452(+7,4%)      |
| 12-05-2021 | 12-05-2021 |  | 88 907(+2,3%)     | 486(+7,5%)      |
| 13-05-2021 | 13-05-2021 |  | 93 794(+5,5%)     | 518(+6,6%)      |
| 14-05-2021 | 14-05-2021 |  | 96 050(+2,4%)     | 548(+5,8%)      |
| 15-05-2021 | 15-05-2021 |  | 99 145(+3,2%)     | 565(+3,1%)      |
| 16-05-2021 | 16-05-2021 |  | 101 447(+2,3%)    | 589(+4,2%)      |
| 17-05-2021 | 17-05-2021 |  | 111 082(+9,5%)    | 614(+4,2%)      |
| 18-05-2021 | 18-05-2021 |  | 113 555(+2,2%)    | 649(+5,7%)      |
| 19-05-2021 | 19-05-2021 |  | 116 949(+3%)      | 678(+4,5%)      |
| 20-05-2021 | 20-05-2021 |  | 119 585(+2,3%)    | 703(+3,7%)      |
| 21-05-2021 | 21-05-2021 |  | 123 066(+2,9%)    | 735(+4,6%)      |
| 22-05-2021 | 22-05-2021 |  | 126 118(+2,5%)    | 759(+3,3%)      |
| 23-05-2021 | 23-05-2021 |  | 129 500(+2,7%)    | 776(+2,2%)      |
| 24-05-2021 | 24-05-2021 |  | 132 213(+2,1%)    | 806(+3,9%)      |
| 25-05-2021 | 25-05-2021 |  | 135 439(+2,4%)    | 832(+3,2%)      |
| 26-05-2021 | 26-05-2021 |  | 137 894(+1,8%)    | 873(+4,9%)      |
| 27-05-2021 | 27-05-2021 |  | 141 217(+2,4%)    | 920(+5,4%)      |
| 28-05-2021 | 28-05-2021 |  | 144 976(+2,7%)    | 954(+3,7%)      |
| 29-05-2021 | 29-05-2021 |  | 149 779(+3,3%)    | 988(+3,6%)      |
| 30-05-2021 | 30-05-2021 |  | 154 307(+3%)      | 1 012(+2,4%)    |
| 31-05-2021 | 31-05-2021 |  | 159 792(+3,6%)    | 1 031(+1,9%)    |
| 01-06-2021 | 01-06-2021 |  | 162 022(+1,4%)    | 1 069(+3,7%)    |
| 02-06-2021 | 02-06-2021 |  | 165 462(+2,1%)    | 1 107(+3,6%)    |
| 03-06-2021 | 03-06-2021 |  | 169 348(+2,3%)    | 1 146(+3,5%)    |
| 04-06-2021 | 04-06-2021 |  | 171 979(+1,6%)    | 1 177(+2,7%)    |
| 05-06-2021 | 05-06-2021 |  | 174 796(+1,6%)    | 1 213(+3,1%)    |
| 06-06-2021 | 06-06-2021 |  | 177 467(+1,5%)    | 1 236(+1,9%)    |
| 07-06-2021 | 07-06-2021 |  | 179 886(+1,4%)    | 1 269(+2,7%)    |
| 08-06-2021 | 08-06-2021 |  | 182 548(+1,5%)    | 1 297(+2,2%)    |
| 09-06-2021 | 09-06-2021 |  | 185 228(+1,5%)    | 1 322(+1,9%)    |
| 10-06-2021 | 10-06-2021 |  | 187 538(+1,2%)    | 1 375(+4%)      |
| 11-06-2021 | 11-06-2021 |  | 189 828(+1,2%)    | 1 402(+2%)      |
| 12-06-2021 | 12-06-2021 |  | 193 105(+1,7%)    | 1 431(+2,1%)    |
| 13-06-2021 | 13-06-2021 |  | 195 909(+1,5%)    | 1 449(+1,3%)    |
| 14-06-2021 | 14-06-2021 |  | 199 264(+1,7%)    | 1 466(+1,2%)    |
| 15-06-2021 | 15-06-2021 |  | 202 264(+1,5%)    | 1 485(+1,3%)    |
| 16-06-2021 | 16-06-2021 |  | 204 595(+1,2%)    | 1 525(+2,7%)    |
| 17-06-2021 | 17-06-2021 |  | 207 724(+1,5%)    | 1 555(+2%)      |
| 18-06-2021 | 18-06-2021 |  | 210 782(+1,5%)    | 1 577(+1,4%)    |
| 19-06-2021 | 19-06-2021 |  | 214 449(+1,7%)    | 1 609(+2%)      |
| 20-06-2021 | 20-06-2021 |  | 218 131(+1,7%)    | 1 629(+1,2%)    |
| 21-06-2021 | 21-06-2021 |  | 221 306(+1,5%)    | 1 658(+1,8%)    |
| 22-06-2021 | 22-06-2021 |  | 225 365(+1,8%)    | 1 693(+2,1%)    |
| 23-06-2021 | 23-06-2021 |  | 228 539(+1,4%)    | 1 744(+3%)      |
| 24-06-2021 | 24-06-2021 |  | 232 647(+1,8%)    | 1 775(+1,8%)    |
| 25-06-2021 | 25-06-2021 |  | 236 291(+1,6%)    | 1 819(+2,5%)    |
| 26-06-2021 | 26-06-2021 |  | 240 452(+1,8%)    | 1 870(+2,8%)    |
| 27-06-2021 | 27-06-2021 |  | 244 447(+1,7%)    | 1 912(+2,2%)    |
| 28-06-2021 | 28-06-2021 |  | 249 853(+2,2%)    | 1 934(+1,2%)    |
| 29-06-2021 | 29-06-2021 |  | 254 515(+1,9%)    | 1 970(+1,9%)    |
| 30-06-2021 | 30-06-2021 |  | 259 301(+1,9%)    | 2 023(+2,7%)    |
| 01-07-2021 | 01-07-2021 |  | 264 834(+2,1%)    | 2 080(+2,8%)    |
| 02-07-2021 | 02-07-2021 |  | 270 921(+2,3%)    | 2 141(+2,9%)    |
| 03-07-2021 | 03-07-2021 |  | 277 151(+2,3%)    | 2 182(+1,9%)    |
| 04-07-2021 | 04-07-2021 |  | 283 067(+2,1%)    | 2 226(+2%)      |
| 05-07-2021 | 05-07-2021 |  | 289 233(+2,2%)    | 2 276(+2,2%)    |
| 06-07-2021 | 06-07-2021 |  | 294 653(+1,9%)    | 2 333(+2,5%)    |
| 07-07-2021 | 07-07-2021 |  | 301 172(+2,2%)    | 2 387(+2,3%)    |
| 08-07-2021 | 08-07-2021 |  | 308 230(+2,3%)    | 2 462(+3,1%)    |
| 09-07-2021 | 09-07-2021 |  | 317 506(+3%)      | 2 534(+2,9%)    |
| 10-07-2021 | 10-07-2021 |  | 326 832(+2,9%)    | 2 625(+3,6%)    |
| 11-07-2021 | 11-07-2021 |  | 336 371(+2,9%)    | 2 711(+3,3%)    |
| 12-07-2021 | 12-07-2021 |  | 345 027(+2,6%)    | 2 791(+3%)      |
| 13-07-2021 | 13-07-2021 |  | 353 712(+2,5%)    | 2 847(+2%)      |
| 14-07-2021 | 14-07-2021 |  | 363 029(+2,6%)    | 2 934(+3,1%)    |
| 15-07-2021 | 15-07-2021 |  | 372 215(+2,5%)    | 3 032(+3,3%)    |
| 16-07-2021 | 16-07-2021 |  | 381 907(+2,6%)    | 3 099(+2,2%)    |
| 17-07-2021 | 17-07-2021 |  | 391 989(+2,6%)    | 3 240(+4,5%)    |
| 18-07-2021 | 18-07-2021 |  | 403 386(+2,9%)    | 3 341(+3,1%)    |
| 19-07-2021 | 19-07-2021 |  | 415 170(+2,9%)    | 3 422(+2,4%)    |
| 20-07-2021 | 20-07-2021 |  | 426 475(+2,7%)    | 3 502(+2,3%)    |
| 21-07-2021 | 21-07-2021 |  | 439 477(+3%)      | 3 610(+3,1%)    |
| 22-07-2021 | 22-07-2021 |  | 453 132(+3,1%)    | 3 697(+2,4%)    |
| 23-07-2021 | 23-07-2021 |  | 467 707(+3,2%)    | 3 811(+3,1%)    |
| 24-07-2021 | 24-07-2021 |  | 481 967(+3%)      | 3 930(+3,1%)    |
| 25-07-2021 | 25-07-2021 |  | 497 302(+3,2%)    | 4 059(+3,3%)    |
| 26-07-2021 | 26-07-2021 |  | 512 678(+3,1%)    | 4 146(+2,1%)    |
| 27-07-2021 | 27-07-2021 |  | 526 828(+2,8%)    | 4 264(+2,8%)    |
| 28-07-2021 | 28-07-2021 |  | 543 361(+3,1%)    | 4 397(+3,1%)    |
| 29-07-2021 | 29-07-2021 |  | 561 030(+3,3%)    | 4 562(+3,8%)    |
| 30-07-2021 | 30-07-2021 |  | 578 375(+3,1%)    | 4 679(+2,6%)    |
| 31-07-2021 | 31-07-2021 |  | 597 287(+3,3%)    | 4 857(+3,8%)    |
| 01-08-2021 | 01-08-2021 |  | 615 314(+3%)      | 4 990(+2,7%)    |
| 02-08-2021 | 02-08-2021 |  | 633 284(+2,9%)    | 5 168(+3,6%)    |
| 03-08-2021 | 03-08-2021 |  | 652 185(+3%)      | 5 315(+2,8%)    |
| 04-08-2021 | 04-08-2021 |  | 672 385(+3,1%)    | 5 503(+3,5%)    |
| 05-08-2021 | 05-08-2021 |  | 693 305(+3,1%)    | 5 663(+2,9%)    |
| 06-08-2021 | 06-08-2021 |  | 714 684(+3,1%)    | 5 854(+3,4%)    |
| 07-08-2021 | 07-08-2021 |  | 736 522(+3,1%)    | 6 066(+3,6%)    |
| 08-08-2021 | 08-08-2021 |  | 756 505(+2,7%)    | 6 204(+2,3%)    |
| 09-08-2021 | 09-08-2021 |  | 776 108(+2,6%)    | 6 353(+2,4%)    |
| 10-08-2021 | 10-08-2021 |  | 795 951(+2,6%)    | 6 588(+3,7%)    |
| 11-08-2021 | 11-08-2021 |  | 816 989(+2,6%)    | 6 795(+3,1%)    |
| 12-08-2021 | 12-08-2021 |  | 839 771(+2,8%)    | 6 942(+2,2%)    |
| 13-08-2021 | 13-08-2021 |  | 863 189(+2,8%)    | 7 126(+2,7%)    |
| 14-08-2021 | 14-08-2021 |  | 885 275(+2,6%)    | 7 343(+3%)      |
| 15-08-2021 | 15-08-2021 |  | 907 157(+2,5%)    | 7 552(+2,8%)    |
| 16-08-2021 | 16-08-2021 |  | 928 314(+2,3%)    | 7 734(+2,4%)    |
| 17-08-2021 | 17-08-2021 |  | 948 442(+2,2%)    | 7 973(+3,1%)    |
| 18-08-2021 | 18-08-2021 |  | 968 957(+2,2%)    | 8 285(+3,9%)    |
| 19-08-2021 | 19-08-2021 |  | 989 859(+2,2%)    | 8 586(+3,6%)    |
| 20-08-2021 | 20-08-2021 |  | 1 009 710(+2%)    | 8 826(+2,8%)    |
| 21-08-2021 | 21-08-2021 |  | 1 030 281(+2%)    | 9 087(+3%)      |
| 22-08-2021 | 22-08-2021 |  | 1 049 295(+1,8%)  | 9 320(+2,6%)    |
| 23-08-2021 | 23-08-2021 |  | 1 066 786(+1,7%)  | 9 562(+2,6%)    |
| 24-08-2021 | 24-08-2021 |  | 1 083 951(+1,6%)  | 9 788(+2,4%)    |
| 25-08-2021 | 25-08-2021 |  | 1 102 368(+1,7%)  | 10 085(+3%)     |
| 26-08-2021 | 26-08-2021 |  | 1 120 869(+1,7%)  | 10 314(+2,3%)   |
| 27-08-2021 | 27-08-2021 |  | 1 139 571(+1,7%)  | 10 587(+2,6%)   |
| 28-08-2021 | 28-08-2021 |  | 1 157 555(+1,6%)  | 10 879(+2,8%)   |
| 29-08-2021 | 29-08-2021 |  | 1 174 091(+1,4%)  | 11 143(+2,4%)   |
| 30-08-2021 | 30-08-2021 |  | 1 190 063(+1,4%)  | 11 399(+2,3%)   |
| 31-08-2021 | 31-08-2021 |  | 1 204 729(+1,2%)  | 11 589(+1,7%)   |
| 01-09-2021 | 01-09-2021 |  | 1 219 531(+1,2%)  | 11 841(+2,2%)   |
| 02-09-2021 | 02-09-2021 |  | 1 234 487(+1,2%)  | 12 103(+2,2%)   |
| 03-09-2021 | 03-09-2021 |  | 1 249 140(+1,2%)  | 12 374(+2,2%)   |
| 04-09-2021 | 04-09-2021 |  | 1 265 082(+1,3%)  | 12 631(+2,1%)   |
| 05-09-2021 | 05-09-2021 |  | 1 280 534(+1,2%)  | 12 855(+1,8%)   |
| 06-09-2021 | 06-09-2021 |  | 1 294 522(+1,1%)  | 13 042(+1,5%)   |
| 07-09-2021 | 07-09-2021 |  | 1 308 343(+1,1%)  | 13 283(+1,8%)   |
| 08-09-2021 | 08-09-2021 |  | 1 322 519(+1,1%)  | 13 511(+1,7%)   |
| 09-09-2021 | 09-09-2021 |  | 1 338 550(+1,2%)  | 13 731(+1,6%)   |
| 10-09-2021 | 10-09-2021 |  | 1 352 953(+1,1%)  | 13 920(+1,4%)   |
| 11-09-2021 | 11-09-2021 |  | 1 368 144(+1,1%)  | 14 173(+1,8%)   |
| 12-09-2021 | 12-09-2021 |  | 1 382 173(+1%)    | 14 353(+1,3%)   |
| 13-09-2021 | 13-09-2021 |  | 1 394 756(+0,91%) | 14 485(+0,92%)  |
| 14-09-2021 | 14-09-2021 |  | 1 406 542(+0,85%) | 14 621(+0,94%)  |
| 15-09-2021 | 15-09-2021 |  | 1 420 340(+0,98%) | 14 765(+0,98%)  |
| 16-09-2021 | 16-09-2021 |  | 1 434 237(+0,98%) | 14 953(+1,3%)   |
| 17-09-2021 | 17-09-2021 |  | 1 448 792(+1%)    | 15 124(+1,1%)   |
| 18-09-2021 | 18-09-2021 |  | 1 462 901(+0,97%) | 15 246(+0,81%)  |
| 19-09-2021 | 19-09-2021 |  | 1 476 477(+0,93%) | 15 363(+0,77%)  |
| 20-09-2021 | 20-09-2021 |  | 1 489 186(+0,86%) | 15 469(+0,69%)  |
| 21-09-2021 | 21-09-2021 |  | 1 500 105(+0,73%) | 15 612(+0,92%)  |
| 22-09-2021 | 22-09-2021 |  | 1 511 357(+0,75%) | 15 753(+0,9%)   |
| 23-09-2021 | 23-09-2021 |  | 1 524 613(+0,88%) | 15 884(+0,83%)  |
| 24-09-2021 | 24-09-2021 |  | 1 537 310(+0,83%) | 16 015(+0,82%)  |
| 25-09-2021 | 25-09-2021 |  | 1 549 285(+0,78%) | 16 142(+0,79%)  |
| 26-09-2021 | 26-09-2021 |  | 1 561 638(+0,8%)  | 16 267(+0,77%)  |
| 27-09-2021 | 27-09-2021 |  | 1 571 926(+0,66%) | 16 368(+0,62%)  |
| 28-09-2021 | 28-09-2021 |  | 1 581 415(+0,6%)  | 16 497(+0,79%)  |
| 29-09-2021 | 29-09-2021 |  | 1 591 829(+0,66%) | 16 626(+0,78%)  |
| 30-09-2021 | 30-09-2021 |  | 1 603 475(+0,73%) | 16 733(+0,64%)  |
| 01-10-2021 | 01-10-2021 |  | 1 615 229(+0,73%) | 16 840(+0,64%)  |
| 02-10-2021 | 02-10-2021 |  | 1 626 604(+0,7%)  | 16 943(+0,61%)  |
| 03-10-2021 | 03-10-2021 |  | 1 637 432(+0,67%) | 17 020(+0,45%)  |
| 04-10-2021 | 04-10-2021 |  | 1 647 362(+0,61%) | 17 117(+0,57%)  |
| 05-10-2021 | 05-10-2021 |  | 1 657 231(+0,6%)  | 17 209(+0,54%)  |
| 06-10-2021 | 06-10-2021 |  | 1 667 097(+0,6%)  | 17 311(+0,59%)  |
| 07-10-2021 | 07-10-2021 |  | 1 678 297(+0,67%) | 17 424(+0,65%)  |
| 08-10-2021 | 08-10-2021 |  | 1 689 437(+0,66%) | 17 537(+0,65%)  |
| 09-10-2021 | 09-10-2021 |  | 1 700 067(+0,63%) | 17 610(+0,42%)  |
| 10-10-2021 | 10-10-2021 |  | 1 710 884(+0,64%) | 17 683(+0,41%)  |
| 11-10-2021 | 11-10-2021 |  | 1 720 919(+0,59%) | 17 743(+0,34%)  |
| 12-10-2021 | 12-10-2021 |  | 1 730 364(+0,55%) | 17 827(+0,47%)  |
| 13-10-2021 | 13-10-2021 |  | 1 740 428(+0,58%) | 17 909(+0,46%)  |
| 14-10-2021 | 14-10-2021 |  | 1 751 704(+0,65%) | 18 029(+0,67%)  |
| 15-10-2021 | 15-10-2021 |  | 1 762 190(+0,6%)  | 18 123(+0,52%)  |
| 16-10-2021 | 16-10-2021 |  | 1 772 838(+0,6%)  | 18 205(+0,45%)  |
| 17-10-2021 | 17-10-2021 |  | 1 783 701(+0,61%) | 18 273(+0,37%)  |
| 18-10-2021 | 18-10-2021 |  | 1 793 812(+0,57%) | 18 336(+0,34%)  |
| 19-10-2021 | 19-10-2021 |  | 1 802 934(+0,51%) | 18 407(+0,39%)  |
| 20-10-2021 | 20-10-2021 |  | 1 811 852(+0,49%) | 18 486(+0,43%)  |
| 21-10-2021 | 21-10-2021 |  | 1 821 579(+0,54%) | 18 559(+0,39%)  |
| 22-10-2021 | 22-10-2021 |  | 1 831 389(+0,54%) | 18 625(+0,36%)  |
| 23-10-2021 | 23-10-2021 |  | 1 841 131(+0,53%) | 18 699(+0,4%)   |
| 24-10-2021 | 24-10-2021 |  | 1 850 482(+0,51%) | 18 755(+0,3%)   |
| 25-10-2021 | 25-10-2021 |  | 1 859 157(+0,47%) | 18 811(+0,3%)   |
| 26-10-2021 | 26-10-2021 |  | 1 866 863(+0,41%) | 18 865(+0,29%)  |
| 27-10-2021 | 27-10-2021 |  | 1 875 315(+0,45%) | 18 922(+0,3%)   |
| 28-10-2021 | 28-10-2021 |  | 1 884 973(+0,52%) | 19 006(+0,44%)  |
| 29-10-2021 | 29-10-2021 |  | 1 893 941(+0,48%) | 19 070(+0,34%)  |
| 30-10-2021 | 30-10-2021 |  | 1 903 165(+0,49%) | 19 158(+0,46%)  |
| 31-10-2021 | 31-10-2021 |  | 1 912 024(+0,47%) | 19 205(+0,25%)  |
| 01-11-2021 | 01-11-2021 |  | 1 920 189(+0,43%) | 19 260(+0,29%)  |
| 02-11-2021 | 02-11-2021 |  | 1 927 763(+0,39%) | 19 338(+0,4%)   |
| 03-11-2021 | 03-11-2021 |  | 1 935 442(+0,4%)  | 19 394(+0,29%)  |
| 04-11-2021 | 04-11-2021 |  | 1 943 424(+0,41%) | 19 462(+0,35%)  |
| 05-11-2021 | 05-11-2021 |  | 1 951 572(+0,42%) | 19 542(+0,41%)  |
| 06-11-2021 | 06-11-2021 |  | 1 960 039(+0,43%) | 19 611(+0,35%)  |
| 07-11-2021 | 07-11-2021 |  | 1 967 999(+0,41%) | 19 664(+0,27%)  |
| 08-11-2021 | 08-11-2021 |  | 1 975 591(+0,39%) | 19 703(+0,2%)   |
| 09-11-2021 | 09-11-2021 |  | 1 982 495(+0,35%) | 19 764(+0,31%)  |
| 10-11-2021 | 10-11-2021 |  | 1 989 473(+0,35%) | 19 826(+0,31%)  |
| 11-11-2021 | 11-11-2021 |  | 1 996 969(+0,38%) | 19 883(+0,29%)  |
| 12-11-2021 | 12-11-2021 |  | 2 004 274(+0,37%) | 19 934(+0,26%)  |
| 13-11-2021 | 13-11-2021 |  | 2 011 331(+0,35%) | 19 989(+0,28%)  |
| 14-11-2021 | 14-11-2021 |  | 2 018 410(+0,35%) | 20 036(+0,24%)  |
| 15-11-2021 | 15-11-2021 |  | 2 024 753(+0,31%) | 20 081(+0,22%)  |
| 16-11-2021 | 16-11-2021 |  | 2 030 700(+0,29%) | 20 143(+0,31%)  |
| 17-11-2021 | 17-11-2021 |  | 2 037 224(+0,32%) | 20 199(+0,28%)  |
| 18-11-2021 | 18-11-2021 |  | 2 044 125(+0,34%) | 20 254(+0,27%)  |
| 19-11-2021 | 19-11-2021 |  | 2 050 980(+0,34%) | 20 305(+0,25%)  |
| 20-11-2021 | 20-11-2021 |  | 2 057 575(+0,32%) | 20 358(+0,26%)  |
| 21-11-2021 | 21-11-2021 |  | 2 064 581(+0,34%) | 20 387(+0,14%)  |
| 22-11-2021 | 22-11-2021 |  | 2 071 009(+0,31%) | 20 436(+0,24%)  |
| 23-11-2021 | 23-11-2021 |  | 2 076 135(+0,25%) | 20 489(+0,26%)  |
| 24-11-2021 | 24-11-2021 |  | 2 081 992(+0,28%) | 20 544(+0,27%)  |
| 25-11-2021 | 25-11-2021 |  | 2 088 327(+0,3%)  | 20 581(+0,18%)  |
| 26-11-2021 | 26-11-2021 |  | 2 094 886(+0,31%) | 20 645(+0,31%)  |
| 27-11-2021 | 27-11-2021 |  | 2 100 959(+0,29%) | 20 677(+0,16%)  |
| 28-11-2021 | 28-11-2021 |  | 2 106 813(+0,28%) | 20 707(+0,15%)  |
| 29-11-2021 | 29-11-2021 |  | 2 111 566(+0,23%) | 20 734(+0,13%)  |
| 30-11-2021 | 30-11-2021 |  | 2 115 872(+0,2%)  | 20 771(+0,18%)  |
| 01-12-2021 | 01-12-2021 |  | 2 120 758(+0,23%) | 20 814(+0,21%)  |
| 02-12-2021 | 02-12-2021 |  | 2 125 729(+0,23%) | 20 847(+0,16%)  |
| 03-12-2021 | 03-12-2021 |  | 2 130 641(+0,23%) | 20 880(+0,16%)  |
| 04-12-2021 | 04-12-2021 |  | 2 136 537(+0,28%) | 20 917(+0,18%)  |
| 05-12-2021 | 05-12-2021 |  | 2 141 241(+0,22%) | 20 944(+0,13%)  |
| 06-12-2021 | 06-12-2021 |  | 2 145 241(+0,19%) | 20 966(+0,11%)  |
| 07-12-2021 | 07-12-2021 |  | 2 148 766(+0,16%) | 20 997(+0,15%)  |
| 08-12-2021 | 08-12-2021 |  | 2 152 384(+0,17%) | 21 035(+0,18%)  |
| 09-12-2021 | 09-12-2021 |  | 2 156 587(+0,2%)  | 21 084(+0,23%)  |
| 10-12-2021 | 10-12-2021 |  | 2 160 780(+0,19%) | 21 112(+0,13%)  |
| 11-12-2021 | 11-12-2021 |  | 2 164 859(+0,19%) | 21 151(+0,18%)  |
| 12-12-2021 | 12-12-2021 |  | 2 168 646(+0,17%) | 21 171(+0,09%)  |
| 13-12-2021 | 13-12-2021 |  | 2 172 044(+0,16%) | 21 194(+0,11%)  |
| 14-12-2021 | 14-12-2021 |  | 2 174 906(+0,13%) | 21 231(+0,17%)  |
| 15-12-2021 | 15-12-2021 |  | 2 178 276(+0,15%) | 21 260(+0,14%)  |
| 16-12-2021 | 16-12-2021 |  | 2 181 960(+0,17%) | 21 286(+0,12%)  |
| 17-12-2021 | 17-12-2021 |  | 2 185 497(+0,16%) | 21 327(+0,19%)  |
| 18-12-2021 | 18-12-2021 |  | 2 188 629(+0,14%) | 21 355(+0,13%)  |
| 19-12-2021 | 19-12-2021 |  | 2 191 528(+0,13%) | 21 377(+0,1%)   |
| 20-12-2021 | 20-12-2021 |  | 2 194 053(+0,12%) | 21 408(+0,15%)  |
| 21-12-2021 | 21-12-2021 |  | 2 196 529(+0,11%) | 21 440(+0,15%)  |
| 22-12-2021 | 22-12-2021 |  | 2 199 061(+0,12%) | 21 471(+0,14%)  |
| 23-12-2021 | 23-12-2021 |  | 2 202 001(+0,13%) | 21 501(+0,14%)  |
| 24-12-2021 | 24-12-2021 |  | 2 204 672(+0,12%) | 21 528(+0,13%)  |
| 25-12-2021 | 25-12-2021 |  | 2 207 438(+0,13%) | 21 558(+0,14%)  |
| 26-12-2021 | 26-12-2021 |  | 2 209 970(+0,11%) | 21 580(+0,1%)   |
| 27-12-2021 | 27-12-2021 |  | 2 212 407(+0,11%) | 21 598(+0,08%)  |
| 28-12-2021 | 28-12-2021 |  | 2 214 712(+0,1%)  | 21 630(+0,15%)  |
| 29-12-2021 | 29-12-2021 |  | 2 217 287(+0,12%) | 21 647(+0,08%)  |
| 30-12-2021 | 30-12-2021 |  | 2 220 324(+0,14%) | 21 672(+0,12%)  |
| 31-12-2021 | 31-12-2021 |  | 2 223 435(+0,14%) | 21 698(+0,12%)  |
| 01-01-2022 | 01-01-2022 |  | 2 226 446(+0,14%) | 21 708(+0,05%)  |
| 02-01-2022 | 02-01-2022 |  | 2 229 558(+0,14%) | 21 720(+0,06%)  |
| 03-01-2022 | 03-01-2022 |  | 2 232 485(+0,13%) | 21 738(+0,08%)  |
| 04-01-2022 | 04-01-2022 |  | 2 235 576(+0,14%) | 21 750(+0,06%)  |
| 05-01-2022 | 05-01-2022 |  | 2 239 475(+0,17%) | 21 769(+0,09%)  |
| 06-01-2022 | 06-01-2022 |  | 2 245 250(+0,26%) | 21 780(+0,05%)  |
| 07-01-2022 | 07-01-2022 |  | 2 252 776(+0,34%) | 21 799(+0,09%)  |
| 08-01-2022 | 08-01-2022 |  | 2 261 039(+0,37%) | 21 813(+0,06%)  |
| 09-01-2022 | 09-01-2022 |  | 2 269 550(+0,38%) | 21 825(+0,06%)  |
| 10-01-2022 | 10-01-2022 |  | 2 277 476(+0,35%) | 21 838(+0,06%)  |
| 11-01-2022 | 11-01-2022 |  | 2 284 609(+0,31%) | 21 850(+0,05%)  |
| 12-01-2022 | 12-01-2022 |  | 2 292 290(+0,34%) | 21 869(+0,09%)  |
| 13-01-2022 | 13-01-2022 |  | 2 300 457(+0,36%) | 21 883(+0,06%)  |
| 14-01-2022 | 14-01-2022 |  | 2 308 615(+0,35%) | 21 898(+0,07%)  |
| 15-01-2022 | 15-01-2022 |  | 2 316 408(+0,34%) | 21 916(+0,08%)  |
| 16-01-2022 | 16-01-2022 |  | 2 324 485(+0,35%) | 21 925(+0,04%)  |
| 17-01-2022 | 17-01-2022 |  | 2 331 414(+0,3%)  | 21 938(+0,06%)  |
| 18-01-2022 | 18-01-2022 |  | 2 337 811(+0,27%) | 21 956(+0,08%)  |
| 19-01-2022 | 19-01-2022 |  | 2 344 933(+0,3%)  | 21 968(+0,05%)  |
| 20-01-2022 | 20-01-2022 |  | 2 353 062(+0,35%) | 21 987(+0,09%)  |
| 21-01-2022 | 21-01-2022 |  | 2 361 702(+0,37%) | 22 000(+0,06%)  |
| 22-01-2022 | 22-01-2022 |  | 2 369 814(+0,34%) | 22 019(+0,09%)  |
| 23-01-2022 | 23-01-2022 |  | 2 377 500(+0,32%) | 22 032(+0,06%)  |
| 24-01-2022 | 24-01-2022 |  | 2 384 639(+0,3%)  | 22 045(+0,06%)  |
| 25-01-2022 | 25-01-2022 |  | 2 391 357(+0,28%) | 22 057(+0,05%)  |
| 26-01-2022 | 26-01-2022 |  | 2 398 944(+0,32%) | 22 076(+0,09%)  |
| 27-01-2022 | 27-01-2022 |  | 2 407 022(+0,34%) | 22 098(+0,1%)   |
| 28-01-2022 | 28-01-2022 |  | 2 415 472(+0,35%) | 22 126(+0,13%)  |
| 29-01-2022 | 29-01-2022 |  | 2 424 090(+0,36%) | 22 145(+0,09%)  |
| 30-01-2022 | 30-01-2022 |  | 2 432 534(+0,35%) | 22 157(+0,05%)  |
| 31-01-2022 | 31-01-2022 |  | 2 440 542(+0,33%) | 22 173(+0,07%)  |
| 01-02-2022 | 01-02-2022 |  | 2 447 964(+0,3%)  | 22 185(+0,05%)  |
| 02-02-2022 | 02-02-2022 |  | 2 456 551(+0,35%) | 22 207(+0,1%)   |
| 03-02-2022 | 03-02-2022 |  | 2 465 723(+0,37%) | 22 228(+0,09%)  |
| 04-02-2022 | 04-02-2022 |  | 2 475 632(+0,4%)  | 22 250(+0,1%)   |
| 05-02-2022 | 05-02-2022 |  | 2 486 122(+0,42%) | 22 271(+0,09%)  |
| 06-02-2022 | 06-02-2022 |  | 2 497 001(+0,44%) | 22 291(+0,09%)  |
| 07-02-2022 | 07-02-2022 |  | 2 507 471(+0,42%) | 22 303(+0,05%)  |
| 08-02-2022 | 08-02-2022 |  | 2 517 869(+0,41%) | 22 320(+0,08%)  |
| 09-02-2022 | 09-02-2022 |  | 2 531 051(+0,52%) | 22 344(+0,11%)  |
| 10-02-2022 | 10-02-2022 |  | 2 545 873(+0,59%) | 22 364(+0,09%)  |
| 11-02-2022 | 11-02-2022 |  | 2 561 115(+0,6%)  | 22 387(+0,1%)   |
| 12-02-2022 | 12-02-2022 |  | 2 577 445(+0,64%) | 22 412(+0,11%)  |
| 13-02-2022 | 13-02-2022 |  | 2 593 327(+0,62%) | 22 436(+0,11%)  |
| 14-02-2022 | 14-02-2022 |  | 2 608 227(+0,57%) | 22 462(+0,12%)  |
| 15-02-2022 | 15-02-2022 |  | 2 622 600(+0,55%) | 22 489(+0,12%)  |
| 16-02-2022 | 16-02-2022 |  | 2 639 062(+0,63%) | 22 516(+0,12%)  |
| 17-02-2022 | 17-02-2022 |  | 2 656 411(+0,66%) | 22 538(+0,1%)   |
| 18-02-2022 | 18-02-2022 |  | 2 674 477(+0,68%) | 22 565(+0,12%)  |
| 19-02-2022 | 19-02-2022 |  | 2 693 362(+0,71%) | 22 594(+0,13%)  |
| 20-02-2022 | 20-02-2022 |  | 2 712 315(+0,7%)  | 22 624(+0,13%)  |
| 21-02-2022 | 21-02-2022 |  | 2 731 198(+0,7%)  | 22 656(+0,14%)  |
| 22-02-2022 | 22-02-2022 |  | 2 749 561(+0,67%) | 22 691(+0,15%)  |
| 23-02-2022 | 23-02-2022 |  | 2 770 793(+0,77%) | 22 730(+0,17%)  |
| 24-02-2022 | 24-02-2022 |  | 2 794 350(+0,85%) | 22 768(+0,17%)  |
| 25-02-2022 | 25-02-2022 |  | 2 819 282(+0,89%) | 22 809(+0,18%)  |
| 26-02-2022 | 26-02-2022 |  | 2 844 897(+0,91%) | 22 849(+0,18%)  |
| 27-02-2022 | 27-02-2022 |  | 2 869 616(+0,87%) | 22 891(+0,18%)  |
| 28-02-2022 | 28-02-2022 |  | 2 891 927(+0,78%) | 22 933(+0,18%)  |
| 01-03-2022 | 01-03-2022 |  | 2 912 347(+0,71%) | 22 976(+0,19%)  |
| 02-03-2022 | 02-03-2022 |  | 2 934 544(+0,76%) | 23 021(+0,2%)   |
| 03-03-2022 | 03-03-2022 |  | 2 958 162(+0,8%)  | 23 070(+0,21%)  |
| 04-03-2022 | 04-03-2022 |  | 2 981 996(+0,81%) | 23 124(+0,23%)  |
| 05-03-2022 | 05-03-2022 |  | 3 004 814(+0,77%) | 23 176(+0,22%)  |
| 06-03-2022 | 06-03-2022 |  | 3 026 695(+0,73%) | 23 235(+0,25%)  |
| 07-03-2022 | 07-03-2022 |  | 3 047 857(+0,7%)  | 23 300(+0,28%)  |
| 08-03-2022 | 08-03-2022 |  | 3 066 800(+0,62%) | 23 369(+0,3%)   |
| 09-03-2022 | 09-03-2022 |  | 3 088 873(+0,72%) | 23 438(+0,3%)   |
| 10-03-2022 | 10-03-2022 |  | 3 111 857(+0,74%) | 23 512(+0,32%)  |
| 11-03-2022 | 11-03-2022 |  | 3 136 649(+0,8%)  | 23 575(+0,27%)  |
| 12-03-2022 | 12-03-2022 |  | 3 161 241(+0,78%) | 23 643(+0,29%)  |
| 13-03-2022 | 13-03-2022 |  | 3 184 825(+0,75%) | 23 709(+0,28%)  |
| 14-03-2022 | 14-03-2022 |  | 3 206 955(+0,69%) | 23 778(+0,29%)  |
| 15-03-2022 | 15-03-2022 |  | 3 226 697(+0,62%) | 23 848(+0,29%)  |
| 16-03-2022 | 16-03-2022 |  | 3 250 642(+0,74%) | 23 918(+0,29%)  |
| 17-03-2022 | 17-03-2022 |  | 3 276 098(+0,78%) | 23 995(+0,32%)  |
| 18-03-2022 | 18-03-2022 |  | 3 303 169(+0,83%) | 24 075(+0,33%)  |
| 19-03-2022 | 19-03-2022 |  | 3 328 973(+0,78%) | 24 162(+0,36%)  |
| 20-03-2022 | 20-03-2022 |  | 3 353 969(+0,75%) | 24 246(+0,35%)  |
| 21-03-2022 | 21-03-2022 |  | 3 377 410(+0,7%)  | 24 334(+0,36%)  |
| 22-03-2022 | 22-03-2022 |  | 3 398 792(+0,63%) | 24 417(+0,34%)  |
| 23-03-2022 | 23-03-2022 |  | 3 423 956(+0,74%) | 24 497(+0,33%)  |
| 24-03-2022 | 24-03-2022 |  | 3 450 980(+0,79%) | 24 579(+0,33%)  |
| 25-03-2022 | 25-03-2022 |  | 3 477 030(+0,75%) | 24 648(+0,28%)  |
| 26-03-2022 | 26-03-2022 |  | 3 503 264(+0,75%) | 24 715(+0,27%)  |
| 27-03-2022 | 27-03-2022 |  | 3 529 085(+0,74%) | 24 799(+0,34%)  |
| 28-03-2022 | 28-03-2022 |  | 3 553 720(+0,7%)  | 24 880(+0,33%)  |
| 29-03-2022 | 29-03-2022 |  | 3 575 398(+0,61%) | 24 961(+0,33%)  |
| 30-03-2022 | 30-03-2022 |  | 3 600 787(+0,71%) | 25 045(+0,34%)  |
| 31-03-2022 | 31-03-2022 |  | 3 628 347(+0,77%) | 25 130(+0,34%)  |
| 01-04-2022 | 01-04-2022 |  | 3 656 726(+0,78%) | 25 222(+0,37%)  |
| 02-04-2022 | 02-04-2022 |  | 3 684 755(+0,77%) | 25 318(+0,38%)  |
| 03-04-2022 | 03-04-2022 |  | 3 711 595(+0,73%) | 25 415(+0,38%)  |
| 04-04-2022 | 04-04-2022 |  | 3 736 487(+0,67%) | 25 512(+0,38%)  |
| 05-04-2022 | 05-04-2022 |  | 3 757 575(+0,56%) | 25 603(+0,36%)  |
| 06-04-2022 | 06-04-2022 |  | 3 781 827(+0,65%) | 25 697(+0,37%)  |
| 07-04-2022 | 07-04-2022 |  | 3 807 908(+0,69%) | 25 788(+0,35%)  |
| 08-04-2022 | 08-04-2022 |  | 3 833 048(+0,66%) | 25 877(+0,35%)  |
| 09-04-2022 | 09-04-2022 |  | 3 858 346(+0,66%) | 25 975(+0,38%)  |
| 10-04-2022 | 10-04-2022 |  | 3 883 485(+0,65%) | 26 083(+0,42%)  |
| 11-04-2022 | 11-04-2022 |  | 3 905 872(+0,58%) | 26 188(+0,4%)   |
| 12-04-2022 | 12-04-2022 |  | 3 925 854(+0,51%) | 26 289(+0,39%)  |
| 13-04-2022 | 13-04-2022 |  | 3 948 869(+0,59%) | 26 395(+0,4%)   |
| 14-04-2022 | 14-04-2022 |  | 3 973 003(+0,61%) | 26 510(+0,44%)  |
| 15-04-2022 | 15-04-2022 |  | 3 993 292(+0,51%) | 26 629(+0,45%)  |
| 16-04-2022 | 16-04-2022 |  | 4 012 184(+0,47%) | 26 754(+0,47%)  |
| 17-04-2022 | 17-04-2022 |  | 4 029 959(+0,44%) | 26 882(+0,48%)  |
| 18-04-2022 | 18-04-2022 |  | 4 046 953(+0,42%) | 27 006(+0,46%)  |
| 19-04-2022 | 19-04-2022 |  | 4 063 844(+0,42%) | 27 135(+0,48%)  |
| 20-04-2022 | 20-04-2022 |  | 4 084 299(+0,5%)  | 27 263(+0,47%)  |
| 21-04-2022 | 21-04-2022 |  | 4 106 230(+0,54%) | 27 392(+0,47%)  |
| 22-04-2022 | 22-04-2022 |  | 4 128 038(+0,53%) | 27 520(+0,47%)  |
| 23-04-2022 | 23-04-2022 |  | 4 148 090(+0,49%) | 27 649(+0,47%)  |
| 24-04-2022 | 24-04-2022 |  | 4 165 874(+0,43%) | 27 775(+0,46%)  |
| 25-04-2022 | 25-04-2022 |  | 4 180 868(+0,36%) | 27 899(+0,45%)  |
| 26-04-2022 | 26-04-2022 |  | 4 194 684(+0,33%) | 28 019(+0,43%)  |
| 27-04-2022 | 27-04-2022 |  | 4 209 571(+0,35%) | 28 144(+0,45%)  |
| 28-04-2022 | 28-04-2022 |  | 4 224 008(+0,34%) | 28 271(+0,45%)  |
| 29-04-2022 | 29-04-2022 |  | 4 238 061(+0,33%) | 28 400(+0,46%)  |
| 30-04-2022 | 30-04-2022 |  | 4 250 949(+0,3%)  | 28 526(+0,44%)  |
| 01-05-2022 | 01-05-2022 |  | 4 262 484(+0,27%) | 28 617(+0,32%)  |
| 02-05-2022 | 02-05-2022 |  | 4 271 815(+0,22%) | 28 701(+0,29%)  |
| 03-05-2022 | 03-05-2022 |  | 4 281 536(+0,23%) | 28 778(+0,27%)  |
| 04-05-2022 | 04-05-2022 |  | 4 290 824(+0,22%) | 28 860(+0,28%)  |
| 05-05-2022 | 05-05-2022 |  | 4 300 614(+0,23%) | 28 914(+0,19%)  |
| 06-05-2022 | 06-05-2022 |  | 4 308 319(+0,18%) | 28 976(+0,21%)  |
| 07-05-2022 | 07-05-2022 |  | 4 316 769(+0,2%)  | 29 034(+0,2%)   |
| 08-05-2022 | 08-05-2022 |  | 4 324 850(+0,19%) | 29 088(+0,19%)  |
| 09-05-2022 | 09-05-2022 |  | 4 331 338(+0,15%) | 29 143(+0,19%)  |
| 10-05-2022 | 10-05-2022 |  | 4 337 568(+0,14%) | 29 196(+0,18%)  |
| 11-05-2022 | 11-05-2022 |  | 4 345 218(+0,18%) | 29 252(+0,19%)  |
| 12-05-2022 | 12-05-2022 |  | 4 353 237(+0,18%) | 29 311(+0,2%)   |
| 13-05-2022 | 13-05-2022 |  | 4 361 016(+0,18%) | 29 367(+0,19%)  |
| 14-05-2022 | 14-05-2022 |  | 4 367 752(+0,15%) | 29 421(+0,18%)  |
| 15-05-2022 | 15-05-2022 |  | 4 373 846(+0,14%) | 29 472(+0,17%)  |
| 16-05-2022 | 16-05-2022 |  | 4 379 084(+0,12%) | 29 512(+0,14%)  |
| 17-05-2022 | 17-05-2022 |  | 4 382 977(+0,09%) | 29 550(+0,13%)  |
| 18-05-2022 | 18-05-2022 |  | 4 388 610(+0,13%) | 29 595(+0,15%)  |
| 19-05-2022 | 19-05-2022 |  | 4 394 915(+0,14%) | 29 637(+0,14%)  |
| 20-05-2022 | 20-05-2022 |  | 4 401 378(+0,15%) | 29 678(+0,14%)  |
| 21-05-2022 | 21-05-2022 |  | 4 406 755(+0,12%) | 29 715(+0,12%)  |
| 22-05-2022 | 22-05-2022 |  | 4 411 494(+0,11%) | 29 746(+0,1%)   |
| 23-05-2022 | 23-05-2022 |  | 4 415 593(+0,09%) | 29 775(+0,1%)   |
| 24-05-2022 | 24-05-2022 |  | 4 419 737(+0,09%) | 29 811(+0,12%)  |
| 25-05-2022 | 25-05-2022 |  | 4 424 750(+0,11%) | 29 844(+0,11%)  |
| 26-05-2022 | 26-05-2022 |  | 4 429 674(+0,11%) | 29 881(+0,12%)  |
| 27-05-2022 | 27-05-2022 |  | 4 434 511(+0,11%) | 29 910(+0,1%)   |
| 28-05-2022 | 28-05-2022 |  | 4 438 999(+0,1%)  | 29 948(+0,13%)  |
| 29-05-2022 | 29-05-2022 |  | 4 442 648(+0,08%) | 29 972(+0,08%)  |
| 30-05-2022 | 30-05-2022 |  | 4 446 502(+0,09%) | 29 998(+0,09%)  |
| 31-05-2022 | 31-05-2022 |  | 4 450 457(+0,09%) | 30 019(+0,07%)  |
| 01-06-2022 | 01-06-2022 |  | 4 455 020(+0,1%)  | 30 047(+0,09%)  |
| 02-06-2022 | 02-06-2022 |  | 4 457 580(+0,06%) | 30 081(+0,11%)  |
| 03-06-2022 | 03-06-2022 |  | 4 460 556(+0,07%) | 30 113(+0,11%)  |
| 04-06-2022 | 04-06-2022 |  | 4 463 557(+0,07%) | 30 143(+0,1%)   |
| 05-06-2022 | 05-06-2022 |  | 4 466 793(+0,07%) | 30 171(+0,09%)  |
| 06-06-2022 | 06-06-2022 |  | 4 468 955(+0,05%) | 30 198(+0,09%)  |
| 07-06-2022 | 07-06-2022 |  | 4 471 179(+0,05%) | 30 218(+0,07%)  |
| 08-06-2022 | 08-06-2022 |  | 4 473 867(+0,06%) | 30 239(+0,07%)  |
| 09-06-2022 | 09-06-2022 |  | 4 477 052(+0,07%) | 30 262(+0,08%)  |
| 10-06-2022 | 10-06-2022 |  | 4 479 888(+0,06%) | 30 286(+0,08%)  |
| 11-06-2022 | 11-06-2022 |  | 4 482 389(+0,06%) | 30 314(+0,09%)  |
| 12-06-2022 | 12-06-2022 |  | 4 484 863(+0,06%) | 30 334(+0,07%)  |
| 13-06-2022 | 13-06-2022 |  | 4 486 664(+0,04%) | 30 349(+0,05%)  |
| 14-06-2022 | 14-06-2022 |  | 4 488 497(+0,04%) | 30 368(+0,06%)  |
| 15-06-2022 | 15-06-2022 |  | 4 490 760(+0,05%) | 30 386(+0,06%)  |
| 16-06-2022 | 16-06-2022 |  | 4 492 913(+0,05%) | 30 403(+0,06%)  |
| 17-06-2022 | 17-06-2022 |  | 4 494 880(+0,04%) | 30 422(+0,06%)  |
| 18-06-2022 | 18-06-2022 |  | 4 497 152(+0,05%) | 30 445(+0,08%)  |
| 19-06-2022 | 19-06-2022 |  | 4 499 044(+0,04%) | 30 467(+0,07%)  |
| 20-06-2022 | 20-06-2022 |  | 4 500 828(+0,04%) | 30 485(+0,06%)  |
| 21-06-2022 | 21-06-2022 |  | 4 502 542(+0,04%) | 30 506(+0,07%)  |
| 22-06-2022 | 22-06-2022 |  | 4 504 929(+0,05%) | 30 525(+0,06%)  |
| 23-06-2022 | 23-06-2022 |  | 4 507 228(+0,05%) | 30 543(+0,06%)  |
| 24-06-2022 | 24-06-2022 |  | 4 509 541(+0,05%) | 30 559(+0,05%)  |
| 25-06-2022 | 25-06-2022 |  | 4 511 777(+0,05%) | 30 575(+0,05%)  |
| 26-06-2022 | 26-06-2022 |  | 4 514 155(+0,05%) | 30 592(+0,06%)  |
| 27-06-2022 | 27-06-2022 |  | 4 515 890(+0,04%) | 30 607(+0,05%)  |
| 28-06-2022 | 28-06-2022 |  | 4 517 651(+0,04%) | 30 620(+0,04%)  |
| 29-06-2022 | 29-06-2022 |  | 4 520 220(+0,06%) | 30 634(+0,05%)  |
| 30-06-2022 | 30-06-2022 |  | 4 522 915(+0,06%) | 30 648(+0,05%)  |
| 01-07-2022 | 01-07-2022 |  | 4 525 269(+0,05%) | 30 664(+0,05%)  |
| 02-07-2022 | 02-07-2022 |  | 4 527 777(+0,06%) | 30 681(+0,06%)  |
| 03-07-2022 | 03-07-2022 |  | 4 530 105(+0,05%) | 30 700(+0,06%)  |
| 04-07-2022 | 04-07-2022 |  | 4 532 100(+0,04%) | 30 718(+0,06%)  |
| 05-07-2022 | 05-07-2022 |  | 4 534 017(+0,04%) | 30 736(+0,06%)  |
| 06-07-2022 | 06-07-2022 |  | 4 536 445(+0,05%) | 30 758(+0,07%)  |
| 07-07-2022 | 07-07-2022 |  | 4 538 811(+0,05%) | 30 778(+0,07%)  |
| 08-07-2022 | 08-07-2022 |  | 4 540 955(+0,05%) | 30 798(+0,06%)  |
| 09-07-2022 | 09-07-2022 |  | 4 543 039(+0,05%) | 30 813(+0,05%)  |
| 10-07-2022 | 10-07-2022 |  | 4 545 043(+0,04%) | 30 835(+0,07%)  |
| 11-07-2022 | 11-07-2022 |  | 4 546 854(+0,04%) | 30 859(+0,08%)  |
| 12-07-2022 | 12-07-2022 |  | 4 548 533(+0,04%) | 30 882(+0,07%)  |
| 13-07-2022 | 13-07-2022 |  | 4 550 924(+0,05%) | 30 907(+0,08%)  |
| 14-07-2022 | 14-07-2022 |  | 4 553 181(+0,05%) | 30 935(+0,09%)  |
| 15-07-2022 | 15-07-2022 |  | 4 554 976(+0,04%) | 30 958(+0,07%)  |
| 16-07-2022 | 16-07-2022 |  | 4 557 001(+0,04%) | 30 978(+0,06%)  |
| 17-07-2022 | 17-07-2022 |  | 4 559 029(+0,04%) | 30 996(+0,06%)  |
| 18-07-2022 | 18-07-2022 |  | 4 560 843(+0,04%) | 31 013(+0,05%)  |
| 19-07-2022 | 19-07-2022 |  | 4 562 968(+0,05%) | 31 031(+0,06%)  |
| 20-07-2022 | 20-07-2022 |  | 4 565 854(+0,06%) | 31 050(+0,06%)  |
| 21-07-2022 | 21-07-2022 |  | 4 568 461(+0,06%) | 31 073(+0,07%)  |
| 22-07-2022 | 22-07-2022 |  | 4 570 885(+0,05%) | 31 098(+0,08%)  |
| 23-07-2022 | 23-07-2022 |  | 4 573 463(+0,06%) | 31 127(+0,09%)  |
| 24-07-2022 | 24-07-2022 |  | 4 575 853(+0,05%) | 31 157(+0,1%)   |
| 25-07-2022 | 25-07-2022 |  | 4 577 593(+0,04%) | 31 189(+0,1%)   |
| 26-07-2022 | 26-07-2022 |  | 4 579 421(+0,04%) | 31 224(+0,11%)  |
| 27-07-2022 | 27-07-2022 |  | 4 582 168(+0,06%) | 31 258(+0,11%)  |
| 28-07-2022 | 28-07-2022 |  | 4 584 070(+0,04%) | 31 290(+0,1%)   |
| 29-07-2022 | 29-07-2022 |  | 4 586 550(+0,05%) | 31 327(+0,12%)  |
| 30-07-2022 | 30-07-2022 |  | 4 588 512(+0,04%) | 31 359(+0,1%)   |
| 31-07-2022 | 31-07-2022 |  | 4 590 176(+0,04%) | 31 385(+0,08%)  |
| 01-08-2022 | 01-08-2022 |  | 4 592 284(+0,05%) | 31 404(+0,06%)  |
| 02-08-2022 | 02-08-2022 |  | 4 594 127(+0,04%) | 31 431(+0,09%)  |
| 03-08-2022 | 03-08-2022 |  | 4 596 559(+0,05%) | 31 463(+0,1%)   |
| 04-08-2022 | 04-08-2022 |  | 4 598 725(+0,05%) | 31 492(+0,09%)  |
| 05-08-2022 | 05-08-2022 |  | 4 600 978(+0,05%) | 31 526(+0,11%)  |
| 06-08-2022 | 06-08-2022 |  | 4 603 359(+0,05%) | 31 561(+0,11%)  |
| 07-08-2022 | 07-08-2022 |  | 4 605 609(+0,05%) | 31 596(+0,11%)  |
| 08-08-2022 | 08-08-2022 |  | 4 607 451(+0,04%) | 31 630(+0,11%)  |
| 09-08-2022 | 09-08-2022 |  | 4 609 406(+0,04%) | 31 663(+0,1%)   |
| 10-08-2022 | 10-08-2022 |  | 4 611 741(+0,05%) | 31 695(+0,1%)   |
| 11-08-2022 | 11-08-2022 |  | 4 614 057(+0,05%) | 31 727(+0,1%)   |
| 12-08-2022 | 12-08-2022 |  | 4 616 512(+0,05%) | 31 763(+0,11%)  |
| 13-08-2022 | 13-08-2022 |  | 4 618 652(+0,05%) | 31 798(+0,11%)  |
| 14-08-2022 | 14-08-2022 |  | 4 620 425(+0,04%) | 31 828(+0,09%)  |
| 15-08-2022 | 15-08-2022 |  | 4 622 088(+0,04%) | 31 858(+0,09%)  |
| 16-08-2022 | 16-08-2022 |  | 4 623 596(+0,03%) | 31 887(+0,09%)  |
| 17-08-2022 | 17-08-2022 |  | 4 626 057(+0,05%) | 31 915(+0,09%)  |
| 18-08-2022 | 18-08-2022 |  | 4 628 200(+0,05%) | 31 944(+0,09%)  |
| 19-08-2022 | 19-08-2022 |  | 4 630 310(+0,05%) | 31 971(+0,08%)  |
| 20-08-2022 | 20-08-2022 |  | 4 632 212(+0,04%) | 32 000(+0,09%)  |
| 21-08-2022 | 21-08-2022 |  | 4 634 180(+0,04%) | 32 027(+0,08%)  |
| 22-08-2022 | 22-08-2022 |  | 4 635 711(+0,03%) | 32 055(+0,09%)  |
| 23-08-2022 | 23-08-2022 |  | 4 637 199(+0,03%) | 32 081(+0,08%)  |
| 24-08-2022 | 24-08-2022 |  | 4 639 261(+0,04%) | 32 109(+0,09%)  |
| 25-08-2022 | 25-08-2022 |  | 4 641 263(+0,04%) | 32 138(+0,09%)  |
| 26-08-2022 | 26-08-2022 |  | 4 643 012(+0,04%) | 32 166(+0,09%)  |
| 27-08-2022 | 27-08-2022 |  | 4 644 643(+0,04%) | 32 195(+0,09%)  |
| 28-08-2022 | 28-08-2022 |  | 4 646 412(+0,04%) | 32 222(+0,08%)  |
| 29-08-2022 | 29-08-2022 |  | 4 647 685(+0,03%) | 32 248(+0,08%)  |
| 30-08-2022 | 30-08-2022 |  | 4 648 679(+0,02%) | 32 275(+0,08%)  |
| 31-08-2022 | 31-08-2022 |  | 4 650 919(+0,05%) | 32 303(+0,09%)  |
| 01-09-2022 | 01-09-2022 |  | 4 652 923(+0,04%) | 32 328(+0,08%)  |
| 02-09-2022 | 02-09-2022 |  | 4 654 969(+0,04%) | 32 352(+0,07%)  |
| 03-09-2022 | 03-09-2022 |  | 4 656 911(+0,04%) | 32 375(+0,07%)  |
| 04-09-2022 | 04-09-2022 |  | 4 658 542(+0,04%) | 32 400(+0,08%)  |
| 05-09-2022 | 05-09-2022 |  | 4 659 902(+0,03%) | 32 422(+0,07%)  |
| 06-09-2022 | 06-09-2022 |  | 4 660 964(+0,02%) | 32 444(+0,07%)  |
| 07-09-2022 | 07-09-2022 |  | 4 662 569(+0,03%) | 32 464(+0,06%)  |
| 08-09-2022 | 08-09-2022 |  | 4 664 156(+0,03%) | 32 483(+0,06%)  |
| 09-09-2022 | 09-09-2022 |  | 4 665 347(+0,03%) | 32 503(+0,06%)  |
| 10-09-2022 | 10-09-2022 |  | 4 666 453(+0,02%) | 32 520(+0,05%)  |
| 11-09-2022 | 11-09-2022 |  | 4 667 546(+0,02%) | 32 539(+0,06%)  |
| 12-09-2022 | 12-09-2022 |  | 4 668 244(+0,01%) | 32 554(+0,05%)  |
| 13-09-2022 | 13-09-2022 |  | 4 668 863(+0,01%) | 32 564(+0,03%)  |
| 14-09-2022 | 14-09-2022 |  | 4 670 184(+0,03%) | 32 578(+0,04%)  |
| 15-09-2022 | 15-09-2022 |  | 4 671 309(+0,02%) | 32 591(+0,04%)  |
| 16-09-2022 | 16-09-2022 |  | 4 672 146(+0,02%) | 32 603(+0,04%)  |
| 17-09-2022 | 17-09-2022 |  | 4 672 910(+0,02%) | 32 617(+0,04%)  |
| 18-09-2022 | 18-09-2022 |  | 4 673 387(+0,01%) | 32 629(+0,04%)  |
| 19-09-2022 | 19-09-2022 |  | 4 673 629(+0,01%) | 32 640(+0,03%)  |
| 20-09-2022 | 20-09-2022 |  | 4 674 403(+0,02%) | 32 655(+0,05%)  |
| 21-09-2022 | 21-09-2022 |  | 4 675 532(+0,02%) | 32 668(+0,04%)  |
| 22-09-2022 | 22-09-2022 |  | 4 676 338(+0,02%) | 32 683(+0,05%)  |
| 23-09-2022 | 23-09-2022 |  | 4 677 090(+0,02%) | 32 692(+0,03%)  |
| 24-09-2022 | 24-09-2022 |  | 4 677 697(+0,01%) | 32 706(+0,04%)  |
| 25-09-2022 | 25-09-2022 |  | 4 678 352(+0,01%) | 32 718(+0,04%)  |
| 26-09-2022 | 26-09-2022 |  | 4 678 671(+0,01%) | 32 726(+0,02%)  |
| 27-09-2022 | 27-09-2022 |  | 4 679 022(+0,01%) | 32 736(+0,03%)  |
| 28-09-2022 | 28-09-2022 |  | 4 679 833(+0,02%) | 32 745(+0,03%)  |
| 29-09-2022 | 29-09-2022 |  | 4 680 470(+0,01%) | 32 755(+0,03%)  |
| 30-09-2022 | 30-09-2022 |  | 4 681 309(+0,02%) | 32 764(+0,03%)  |
| 01-10-2022 | 01-10-2022 |  | 4 682 132(+0,02%) | 32 771(+0,02%)  |
| 02-10-2022 | 02-10-2022 |  | 4 682 517(+0,01%) | 32 779(+0,02%)  |
| Fonti: - Fino al 21.01.2020: fonti varie - Dal 22.01.2020: Thai PBS Daily Report (basato sui dati pubblicati dal Ministero della pubblica sanità thailandese) - Dal 01.04.2020: Ministero della pubblica sanità thailandese e DDC |            |  |                   |                 |